# Haidar Alî
Haidar Alî (1720 - 7 décembre 1782) est le dirigeant de facto, puis Sultan du royaume de Mysore en Inde du Sud de 1761 à sa mort.
Né en tant que Sayyid wal Sharif Haidar Alî Khan, il se distingue militairement, attirant finalement l'attention des dirigeants de Mysore. Se hissant au poste de Dalavayi (commandant en chef) de l'armée de Krishnaraja Wodeyar II (1734-1766), il en vient à dominer ce monarque titulaire et le gouvernement du Mysore. Il devient le souverain de fait du Mysore en tant que Sarvadhikari (ministre en chef) en 1761.
Toute sa vie il oppose une forte résistance aux avancées militaires de la Compagnie britannique des Indes orientales, notamment pendant les première et deuxième Guerres du Mysore.
Bien qu'analphabète, Haidar Alî a gagné une place importante dans l'histoire du sud de l'Inde pour son sens aigu de l'administration et ses compétences militaires. Il conclut une alliance avec les Français contre les Britanniques et utilise les services d'ouvriers français pour améliorer son artillerie et son arsenal. Pendant son règne il développe de manière significative l'économie du Royaume de Mysore. Il est également novateur dans l'utilisation militaire des roquettes.
Son règne est caractérisé par des guerres fréquentes avec ses voisins et par des rébellions sur son territoire. Ce n'est pas inhabituel à l'époque, car une grande partie du sous-continent indien est alors en ébullition. Il laisse à  son fils aîné, Tipû Sâhib, un vaste royaume bordé au nord par le fleuve Krishna, à l'est par les Ghats orientaux et à l'ouest par la Mer d'Oman.

## Jeunesse

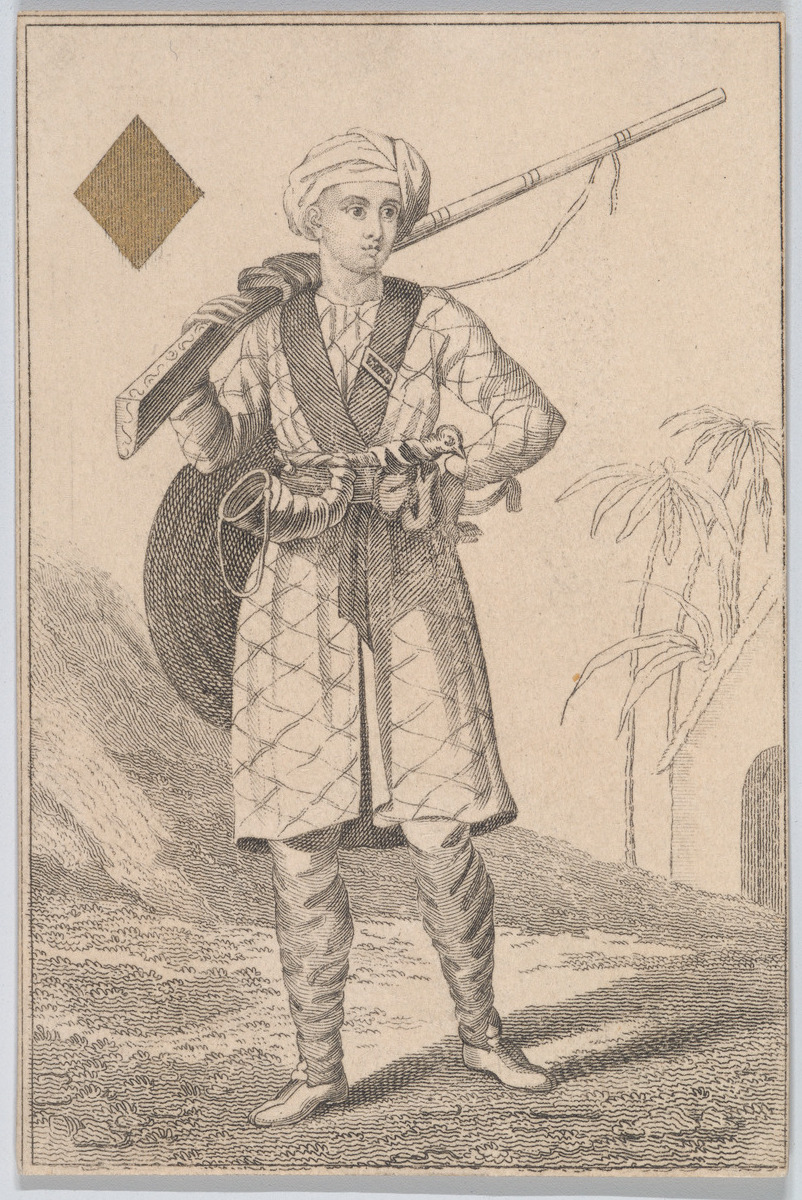
Haidar Alî en uniforme de cipaye.

La date exacte de la naissance de Haidar Alî n'est pas connue avec certitude, les diverses sources historiques fournissent des dates allant de 1717 à 1722. Il y a aussi quelques variations dans ses ancêtres. D'après certains récits, son grand-père descend d'une lignée dont l'origine remonte jusqu'à Bagdad en Irak, tandis qu'un autre retrace sa lignée jusqu'à une région situé en Afghanistan d'aujourd'hui.
Une troisième source, écrite par l'un de ses officiers militaires français, cite Haidar lui-même qui revendiquait une descendance Hachémites, par le clan de la tribu Qurachite, la tribu arabe de Mahomet, dont était membre son ancêtre Sayyid wal Sharif Hassan bin Yahya chérif de La Mecque.
Son père, Fath Muhammad (en), est né à Kolar et a servi comme commandant de 50 hommes dans l'armée du Nawab du Carnatic, une unité d'artillerie utilisant des fusées (alors principalement utilisée pour la signalisation). Fath Muhammad finit par entrer au service des Wodeyar, les rajas du Royaume de Mysore, où il s'élève jusqu'à devenir un puissant commandant militaire. Les Wodeyar le récompense par l'octroi d'un Jagir (en) - une concession de terre - à Budikote (en) un petit village du district de Kolar, où il est ensuite titré Nayak.
Haidar Alî naît à Budikote ; il est le cinquième enfant de Fath Muhammad et le deuxième de sa troisième femme. On ne sait pas grand chose de ses premières années; il entre dans l'armée avec son frère Shahbaz après la mort de leur père au combat. Après avoir servi pendant un certain nombre d'années sous les ordres d'Arcot, ils arrivent à Srirangapatna, où l'oncle de Haidar sert. Il les présente à Devaraja, le ministre en chef et chef militaire du maharaja fantoche Krishnaraja Wodeyar II (en) et à son frère Nanjaraja qui occupe également des postes ministériels importants. Haidar et son frère reçoivent tous deux des commandements dans l'armée de Mysore ; Haidar sert sous les ordres de Shahbaz, qui commande 100 cavaliers et 2 000 fantassins.

## Vers le pouvoir

### Les Guerres carnatiques
En 1748, Asaf Jah Ier, le Nizam de l'Hyderabad, meurt. La lutte pour lui succéder est connue sous le nom de Seconde Guerre carnatique. Elle oppose le fils d'Asaf Jah Nasir Jang Mir Ahmad à un neveu, Muhyi ad-Din Muzaffar Jang. Les deux parties sont soutenues par d'autres dirigeants locaux et les forces françaises et britanniques sont également impliquées.
En 1749, Nanjaraja marche à la tête de l'armée de Mysore pour soutenir Nasir Jang et participe au siège du fort de Devanahalli (en).
Le fort est occupé par les forces de Muzaffar Jang et le siège est mené par le Marquis de Bussy-Castelnau. Durant les huit mois du siège, Haidar Alî et son frère se distinguent et sont récompensés par Nanjaraja qui leur confie des troupes plus importantes.
En 1755, Haidar Alî commande donc 3 000 fantassins et 1 500 cavaliers et il s'enrichit - comme de coutume à l'époque - de pillages. Cette année-là, il est également nommé commandant de la garnison (en) de Dindigul. À ce poste, il s'attache les services de conseillers français de la Compagnie française des Indes orientales pour organiser et former ses compagnies d'artillerie. Il est également connu pour avoir personnellement servi aux côtés de Bussy et on pense qu'il a rencontré à la fois Muzaffar Jang et Chanda Shahib (en) haut dignitaire du Carnatique.
Au cours de ces premières guerres, il en vient aussi à ne pas apprécier et à se méfier de Muhammed Ali Khan Wallajah (en), le Nawab du Carnatique. En fait, Muhammed Ali Khan Khan Wallajah et les dirigeants de Mysore sont de longue date en désaccord, l'un cherchant des gains territoriaux aux dépens de l'autre. Muhammad Ali Khan Khan Wallajah forme alors une alliance avec les Britanniques coupant l'herbe sous le pied à Haidar Alî qui comptait - lui aussi - conclure des alliances ou des accords durables avec la Compagnie britannique des Indes orientales.
Tout au long des guerres carnatiques, Haidar Alî et ses bataillons de Mysore servent aux côtés de commandants français tels que Joseph François Dupleix, Thomas Arthur de Lally-Tollendal et de Bussy, il assiste également Chanda Sahib à diverses reprises. Haidar Alî soutient d'abord les revendications illégitimes de Muzaffar Jang puis se range ensuite du côté d'Asaf ad-Dawla Mir Ali Salabat Jang, le fils d'Asaf Jah Ier.

### Le financier
Au début de sa carrière, Haidar Alî emploie comme assistant financier en chef un Brahmane nommé Khande Rao. Haidar Alî, qui est analphabète, a la chance d'avoir une mémoire prodigieuse et un sens aigu des chiffres. Il peut rivaliser ou surpasser les experts-comptables avec ses grandes compétences en arithmétique et travaille avec Rao au développement d'un système comptable, qui inclut des contrôles et des équilibrages si sophistiqués que toutes sortes de revenus, y compris le pillage de biens physiques de tous types, peuvent être comptabilisés avec une faible possibilité de fraude ou de détournement. Cette gestion financière très efficace a peut-être joué un rôle dans la montée en puissance de Haidar Alî.

### Campagnes au Nord et au Sud
En 1757, Haidar Alî est appelé à Srirangapatna pour soutenir Devaraja contre les menaces d'Hyderabad et de l'Empire marathe. À son arrivée, il trouve l'armée de Mysore débandée et au bord de la mutinerie à propos des salaires. Haidar Alî fait payer les arriérés de soldes et arrête les meneurs de la mutinerie.
Haidar Alî dirige ensuite les campagnes de Mysore contre les États de Malabar (1757) et notamment contre Calicut. Pour son rôle dans ces actions militaires Haidar Alî reçoit de Devaraja le gouvernorat régional (jagir) de Bangalore dont le fort est alors occupé.
En 1758, Haidar Alî force les Marathes à lever le siège de Bangalore et en 1759, il est à la tête de toute l'armée de Mysore.
Le jeune raja Krishnaraja récompense l'efficacité de Haidar Alî en lui décernant le titre de "Fath Hyder Bahadur" ou "Nawab Haidar Alî Khan",. Il est ainsi le premier souverain de Mysore à obtenir le titre de Nawab, on peut donc dire qu'il fut brièvement le "Nawab de Mysore" en 1759.
En raison des conflits en cours avec les Marathes, le trésor de Mysore est pratiquement vide, ce qui incite la reine mère à exiler Nanjaraja, qui avait pris la position de dalwai à la mort de son frère en 1758,. Haidar Alî est alors l'un des bénéficiaires de cette mise à l'écart, gagnant en influence auprès de la cour royale.

### Déposition de Khande Rao

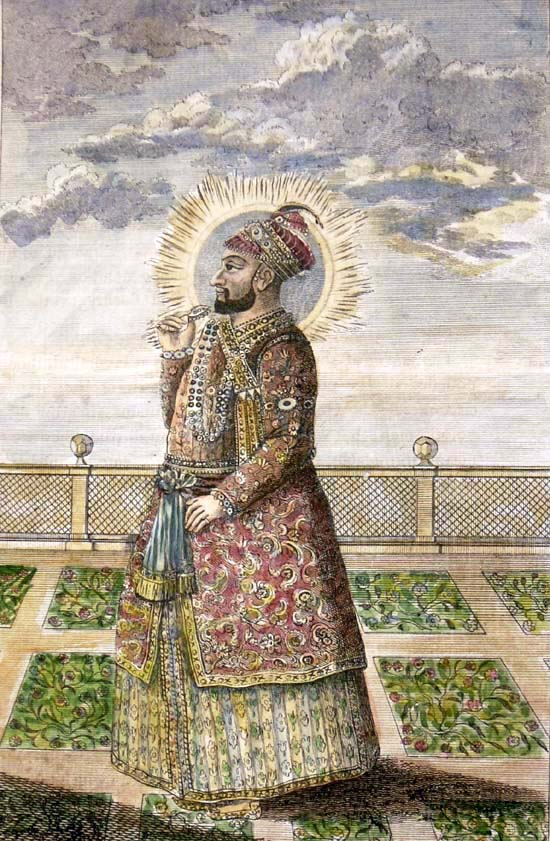
Haidar Alî en costume de Dalavayi.

En 1760, la reine mère conspire avec Khande Rao, qui s'est mis au service du raja, pour chasser Haidar Alî. Il est forcé de quitter précipitamment Srirangapatna en laissant sa famille, y compris son fils Tipû Sâhib, en résidence surveillée,.
Le départ soudain de Haidar Alî lui laisse peu de ressource. Mais, il est aidé par le hasard - car à ce moment-là loin du Mysore au Nord de Delhi, les Marathes subissent face aux Afghans de l'empereur Ahmad Shah Durrani, une cuisante défaite le 14 janvier 1761 à la Troisième bataille de Panipat.
Cette bataille met fin à l'avancée de l'Empire marathe et les contraint à retirer leurs forces de Mysore, le beau-frère de Haidar Alî, Makdum Ali, les ayant chassés vers Bidnur et Sunda au Nord du Karnataka,.
Haidar Alî consolide rapidement ses forces en nommant ses affidés à la tête d'armées stratégiquement placées sur la frontière marathe; Mirza Sahib à Sira, Ibrahim Ali Khan à Bangalore et Amin Sahib son cousin à Basnagar. Peu après, Haidar Alî marche aux côtés des forces de Makdum Ali, qui comptent environ 6 000 hommes, ainsi que les 3 000 de la garnison de Bangalore, vers Srirangapatna.
En infériorité numérique, ils se heurtent aux 11 000 hommes de Khande Rao avant d'atteindre la capitale sans pouvoir l'atteindre. Haidar Alî est donc contraint de demander de l'aide à l'exilé Nanjaraja, qui lui confie alors le commandement de sa propre armée et le titre de Dalwai,.
C'est avec cette armée renforcée que Haidar Alî affronte de nouveau Khande Rao. Toutefois, Haidar Alî entretien une fausse correspondance - en se faisant passer pour Nanjaraja - avec certains commandants de son ennemi Khande Rao, lettres qui sont rapportées à Khande Rao, mais qui lui font croire que ses officiers complotent avec Haidar Alî. Cette ruse fonctionne à merveille car, craignant une conspiration, Khande Rao s'enfuit à Srirangapatna au lieu de s'engager dans la bataille.
Après une bataille mineure contre une armée désormais privée de chef, Haidar Alî encercle Srirangapatna. Les négociations qui s'ensuivent laissent à Haidar Alî le contrôle militaire presque total du Mysore. Parmi les concessions qu'il obtient, figure la reddition sans condition de Khande Rao, que Haidar Alî emprisonne à Bangalore.

## Sultan de Mysore
Haidar Alî ayant ainsi pris le contrôle de Mysore après avoir renversé Khande Rao, il peut se proclamer formellement Sultan Haidar Alî Khan ce qu'il fait, en particulier dans sa correspondance avec l'Empereur Shah Alam II.
Sultan à 41 ans, Haidar Alî conservera ce titre pendant la première des quatre Guerres du Mysore et au-delà. Par contre par défi, les Britanniques et les Marathes continuent à désigner Haidar Alî et plus tard son fils Tipû Sâhib par le titre moins prestigieux de Nawab.

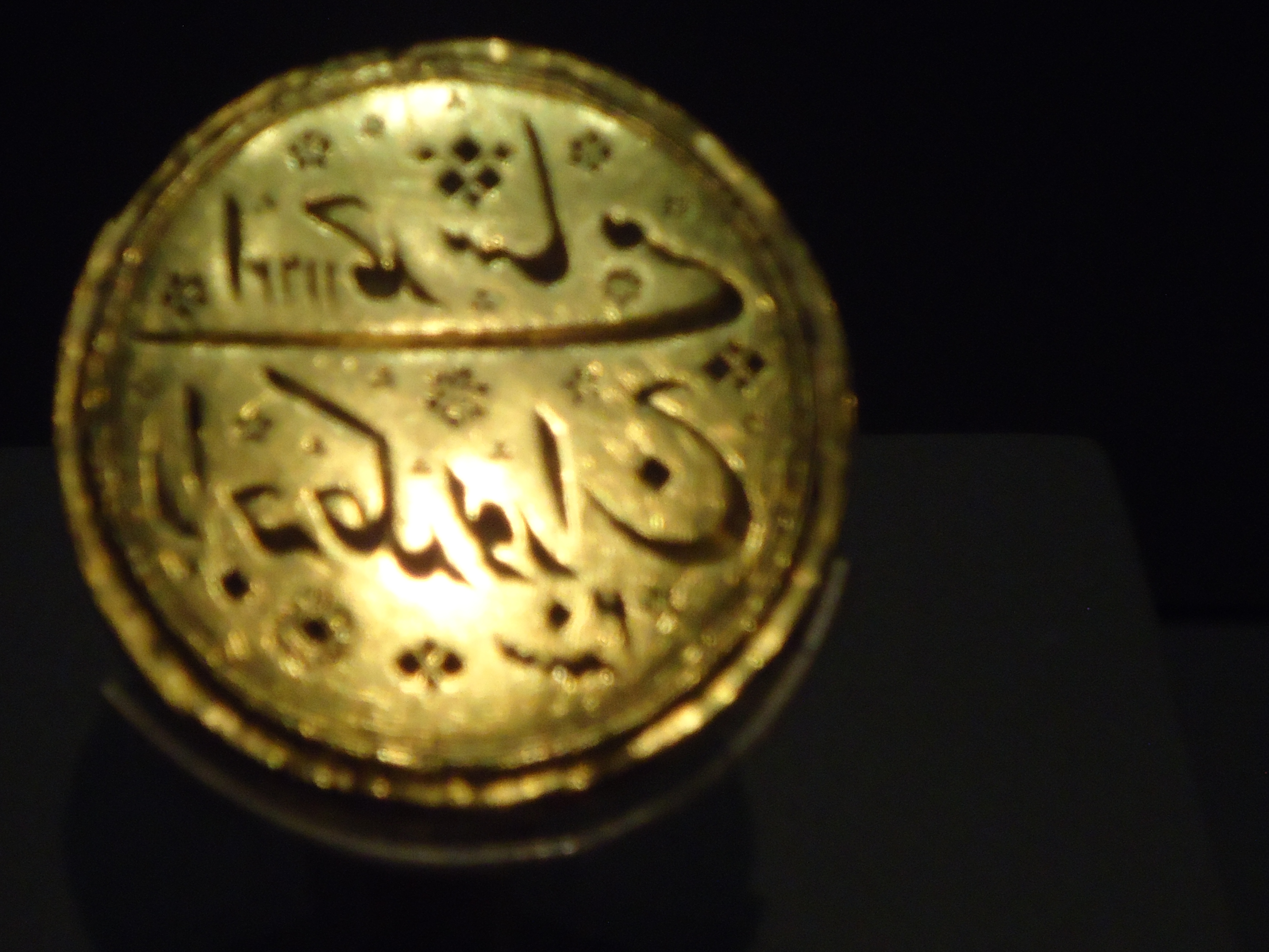
Sceau de Mysore.
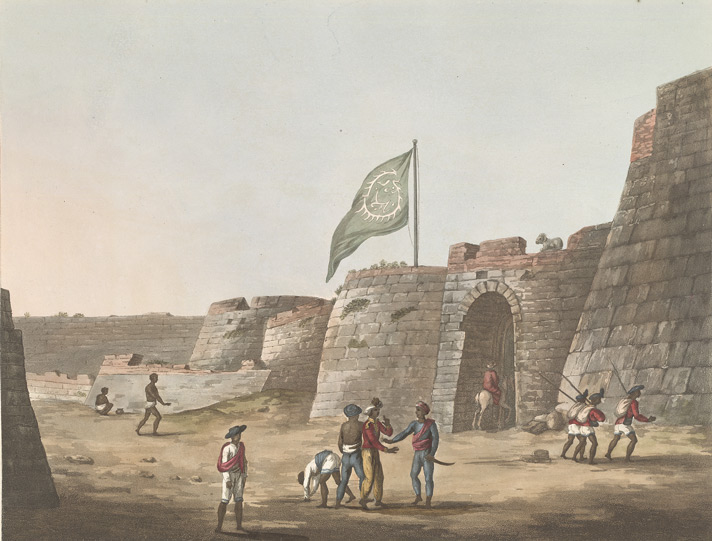
Entrée du fort de Bangalore avec la bannière du sultan.

### Expansion et alliances

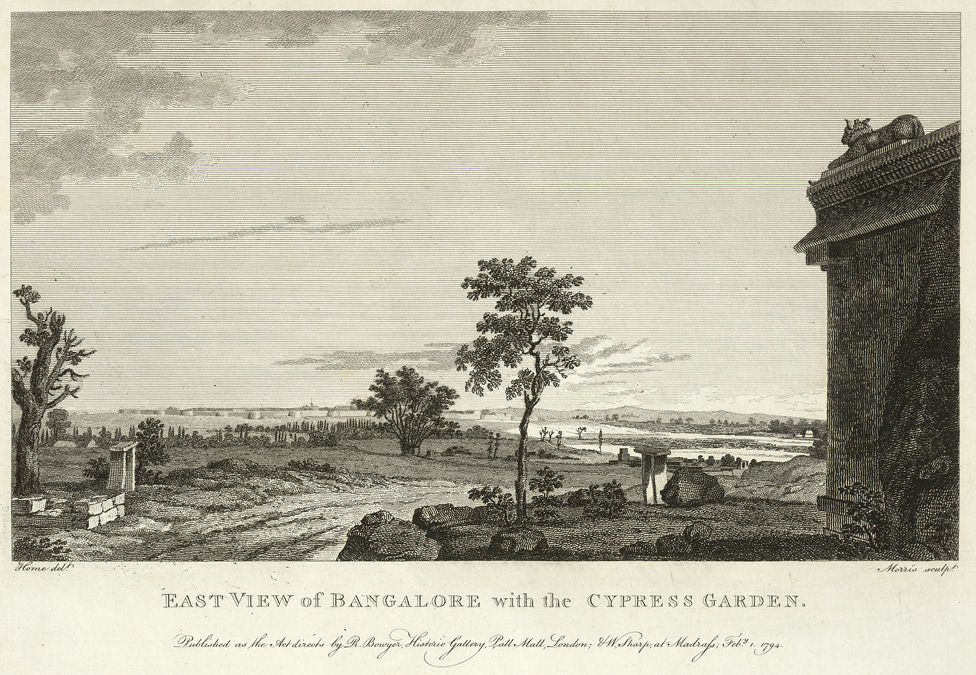
Lal Bagh à Bangalore, jardin conçus par Haidar Alî sur le modèle des jardins moghols et français.

Haidar Alî est très prudent dans sa diplomatie avec le Nizam d'Hyderabad, qui est, bien que sous la suzeraineté de l'empereur, le souverain de tous les territoires sous domination musulmane dans le sud de l'Inde.
Au cours des années suivantes, Haidar étend ses territoires vers le nord. Deux acquisitions clés sont Sira, prise aux Marathes et le royaume de Bednore conquis sur la dynastie des Nayaks de Keladi (en), où il accepte de soutenir le dépositaire légitime du trône en exil, contre des usurpateurs. En 1763, il prend la capitale du Bednore  Ikkeri (en) et surtout son trésor. Il renomme la capitale Haidernagar et commence à se faire appeler "Haidar Alî Khan Bahadur", un titre qui lui a été attribué par Salabat Jang en récompense de sa prise de Sira. Il déménage la plupart de sa famille à Ikkeri, une forteresse naturelle, dans l'espoir qu'elle "lui serve de refuge sûr".
Il s'approprie les attributs du souverain de Bednore, commence à battre monnaie et a établir un système de poids et mesures. Il veille à ce que son fils Tipû Sâhib reçoive une éducation de qualité, employant des tuteurs érudits et désignant un personnel d'encadrement approprié pour veiller à son éducation.
Il cultive une grande suspicion vis-à-vis des étrangers et refuse spécifiquement de permettre aux Britanniques d'avoir un "résident" à sa cour. Sa sécurité n'est cependant pas très assurée à Bednore : un accès de maladie et une conspiration généralisée contre lui le convainquent que ce n'est pas une capitale idéale pour son domaine et il retourne donc à Mysore.
La prise de Bednore lui procure toutefois plusieurs ports sur la côte de Malabar, dont Mangalore. Haidar utilise ces ports pour se créer une petite marine. Bien que les sources documentaires sur sa marine soient fragmentaires, des archives portugaises indiquent que cette flotte est mise à l'eau entre 1763 et 1765. Elle est apparemment dirigée par des Européens; son premier amiral est un Britannique; mais dès 1768, l'amiral est un officier de cavalerie mysoréen nommé Ali Bey (ou Lutf Ali Beg), choisi par Haidar qui n'a aucune confiance dans les capitaines européens.
Haidar a des relations amicales avec la population chrétienne de Mangalore, qui est depuis longtemps sous influence portugaise et a une population importante de catholiques et avec les chrétiens en général. Il porte une amitié très étroite à deux membres du clergé, l'évêque Noronha et le père Joachim Miranda et permet même à un missionnaire protestant de vivre à sa cour.
L'armée de Haidar comprend aussi des soldats catholiques et il autorise les chrétiens à construire une église à Srirangapatna où les militaires français ont l'habitude de faire des prières et que des prêtres desservent. Un historien mangaloréen mentionne que Haidar a des chrétiens dans son administration également. Conformément aux traités conclus avec les Portugais, il permet aux prêtres portugais de régler les différends entre chrétiens. Cependant, de nombreux habitants de Mangalore (pas seulement des chrétiens) ne l'aiment pas à cause du lourd fardeau fiscal qu'il leur impose, comme la Djizîa.

## Conflits avec l'Empire marathe

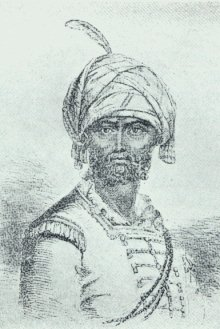
Haidar Alî en 1762.

En 1761, l'Empire marathe vient d'être mis en déroute lors de la Troisième bataille de Panipat par l'Afghan Ahmad Shah Durrani et le Grand Moghol a été restauré. L'empire est vulnérable, affaibli et le pouvoir de son Peshwa - premier ministre héréditaire - est presque éliminé dans toute l'Inde centrale. C'est à ce moment que Haidar Alî décide d'entrer en guerre contre les Marathes et de mettre fin définitivement à la menace qu'ils représentent pour son pays.
Il attaque donc l'Empire dirigé alors par la Rani depuis Bednore. Comme elle fait appel au Nawab de Savanur pour obtenir de l'aide, Haidar menace à son tour ce Nawab et tente en vain de lui extorquer un tribut. En représailles, Haidar envahi le territoire du royaume de Savanur, jusqu'à Dharwad au nord de la rivière Tungabhadrâ.
Comme le Savanur est allié aux Marathes, le Peshwa se doit de riposter puissamment et bat Haidar près de Rattihalli (en). Cette victoire marathe oblige Haidar à battre en retraite et à abandonner Bednore, mais sans omettre d'en emporter le trésor à Srirangapatna. Haidar est en outre contraint de payer 35 lakhs (3,5 millions) de roupies comme tribut à la fin de la guerre et doit restituer la plupart de ses gains, bien qu'il conserve Sira,.
En 1766, Haidar Alî retourne au Malabar, cette fois à l'invitation du raja du royaume de Cannanore, qui cherche à reprendre son indépendance vis-à-vis du Zamorin, le souverain de Calicut qui domine alors Cannanore. Haidar réclame le paiement d'un tribut au Zamorin, car il a soutenu les opposants à Haidar dans les campagnes précédentes.
Après une campagne difficile, Haidar arrive à Calicut où le Zamorin, après avoir promis d'effectuer le paiement, ne s'est pas exécuté. Haidar place le Zamorin en résidence surveillée et fait torturer son ministre des finances. Craignant un traitement similaire, le Zamorin met le feu à son palais et périt dans les flammes, mettant ainsi un terme au règne de cette dynastie sur Calicut,. Ayant ainsi le contrôle de Calicut, Haidar s'en va. Mais il est contraint de revenir quelques mois plus tard lorsque les Nayars se rebellent contre le règne de son lieutenant, Reza Sahib. La réaction de Haidar est violente : il réprime la rébellion, de nombreux rebelles sont exécutés et des milliers d'autres sont déportés dans les hautes terres du Mysore.

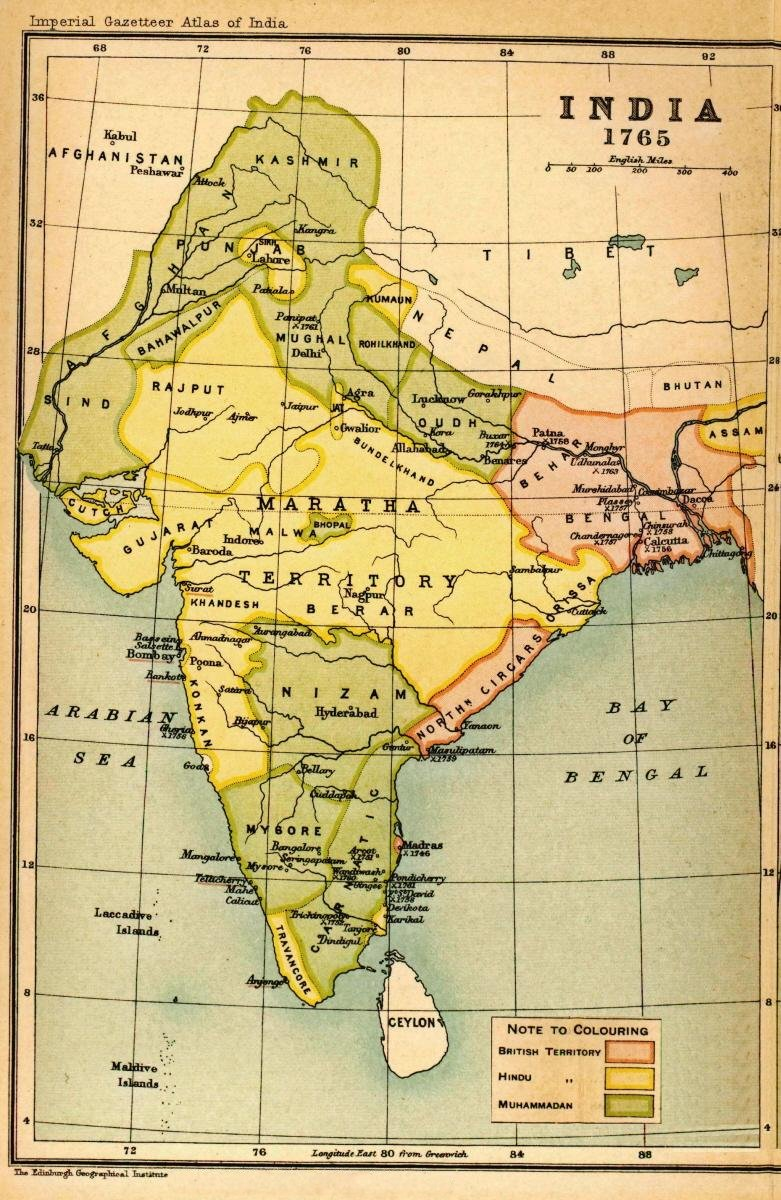
L'Inde en 1765 - Les territoires alliés aux Marathes (en jaune) et ceux alliés aux moghols (en vert) dont le Mysore.

Krishnaraja, le titulaire de la souveraineté sur le Mysore, meurt en avril 1766, alors que Haidar est à Malabar. Mais en prévision, Haidar a laissé l'ordre d'investir au trône le fils de Krishnaraja Nanjaraja Wodeyar. Il revient plus tard pour rendre officiellement hommage au nouveau raja, mais il en profite pour piller le palais du raja et se débarrasser des gêneurs. Les effectifs à la cour sont réduits et renouvelés au point que presque tout le personnel restant y travaille comme espion pour Haidar Alî.

## Première guerre du Mysore

### Défection du Nizam
Après la Bataille de Buxar, les Britanniques dirigés par le commandant en chef en Inde Hector Munro décident de soutenir l'empire marathe contre le moghol Shah Alam II, les Nawabs et Mysore. Alors que la lutte de pouvoir entre Mysore et les Peshwâ se poursuit, les Britanniques et d'autres compagnies marchandes européennes commencent bientôt à s'impliquer. Étant lui-même un ancien allié des Français, Haidar Alî espère le soutien des Britanniques contre les Marathes, mais en vain.
En 1766, Mysore commence à se laisser entraîner dans des conflits territoriaux et diplomatiques entre le Nizam d'Hyderabad et la Compagnie britannique des Indes orientales, qui est devenue la puissance coloniale européenne dominante sur la côte est indienne. Le Nizam, cherche à détourner les Britanniques de leurs tentatives pour prendre le contrôle des Circars du Nord, des zones côtières sur le golfe du Bengale. Il fait des ouvertures à Haidar Alî pour lancer une invasion du Carnatique. Les représentants de la compagnie font également appel à Haidar Alî, mais il ne donne pas suite.
Le Nizam conclu alors ostensiblement un accord avec les Britanniques de la Présidence de Madras pour avoir leur soutien, mais apparemment dans l'espoir que lorsque Haidar Alî serait prêt pour la guerre, il romprait cet accord avec les Britanniques.
Cette manœuvre diplomatique aboutit au début de la première guerre du Mysore en août 1767, lorsqu'un avant-poste de la compagnie à Changama est attaqué par une armée combinée Mysore-Hyderabad sous le commandement de Haidar Alî,.
Bien qu'ils soient nettement plus nombreux que les forces britanniques, les alliés sont repoussés avec de lourdes pertes. Haidar Alî s'empare toutefois de Kaveripattinam près de Krishnagiri au Tamil Nadu après deux jours de siège, tandis que le commandant britannique de Changama, le colonel Joseph Smith, se retire finalement à Tiruvannamalai (100 km plus à l'Est) pour trouver du ravitaillement et des renforts,. Haidar Alî se trouve bloqué là le 26 septembre 1767.
À l'approche de la mousson, Haidar Alî choisit de continuer sa campagne plutôt que d'adopter la pratique habituelle de suspendre les opérations en raison des conditions climatiques difficiles pour les armées. Après avoir envahi quelques avant-postes de moindre importance, il assiège Ambur (en) en novembre 1767, forçant les Britanniques à reprendre leur campagne.
Le commandant de la garnison britannique - le capitaine Calvert - refuse d'importants pots-de-vin offerts par Haidar Alî en échange de sa reddition et l'arrivée d'une colonne de secours début décembre oblige bientôt Haidar Alî à lever le siège. Il se retire vers le nord, couvrant les mouvements des forces du Nizam, mais ne peut poursuivre lorsqu'un corps entier de cavalerie européenne fait défaut, déserte et rejoint les forces britanniques.
Les échecs de cette campagne, combinés aux succès des progrès britanniques dans les Circars du Nord et aux négociations secrètes entre les Britanniques et le Nizam Asaf Jâh II, provoque la scission entre Haidar Alî et le Nizam. Ce dernier se retire à Hyderabad et finit par négocier un nouveau traité avec la compagnie britannique en 1768. Haidar Alî, cherchant apparemment à mettre fin au conflit, fait des ouvertures de paix aux Britanniques, mais elles sont repoussées.

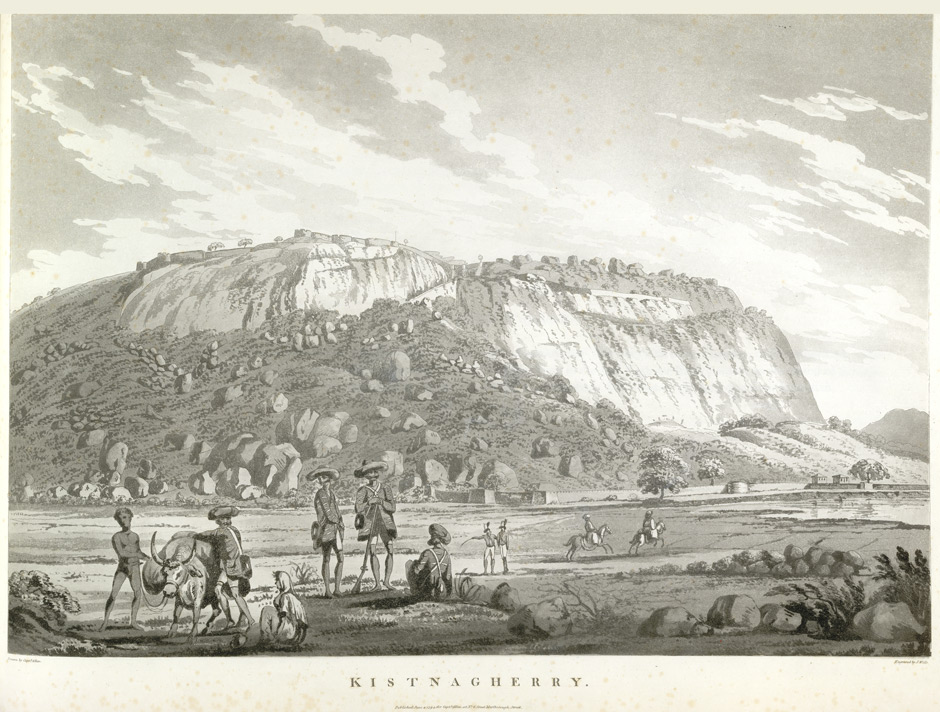
Le fort de Krishnagiri assiégé lors de la première guerre du Mysore en 1768 s'est finalement rendu aux britanniques, qui l'ont brièvement occupé.

### Défense de Malabar et de Mangalore
Au début de 1768, les Britanniques de la Présidence de Bombay organisent une expédition dans les territoires côtiers du Mysore sur la côte de Malabar qui borde la mer des Laquedives. La flotte de Haidar Alî, dont les Britanniques ont rapporté qu'elle comptait une dizaine de navires, déserte en masse, apparemment parce que les capitaines sont mécontents de l'éviction de leurs amiraux britanniques et certains exigeant même le retour de Ali Raja Kunhi Amsa II (en) le sultan de Laquedive et Cannanore, mais Haidar Alî choisit Lutf Ali Beg un commandant de cavalerie, comme chef de sa flotte.
En raison d'une ruse britannique, Lutf Ali Beg dégarnit également une grande partie de la garnison de Mangalore pour devancer ce qu'il perçoit comme étant la cible britannique; le port d'Honnavar. Les Britanniques occupent donc Mangalore sans coup férir en février. Cette action, combinée à la perte de son allié le Nizam, pousse Haidar Alî à se retirer du Carnatic et à se rendre rapidement à Malabar. Il envoie son fils Tipû Sâhib avec une force avancée, Haidar Alî  le suit et finalement ils reprennent Mangalore et les autres ports détenus par les forces britanniques qui sont débordées,. Il en profite pour prélever des taxes supplémentaires pour punir les districts rebelles des Nayars qui ont soutenu les Britanniques.
Après cette reconquête, Haidar Alî apprend que les catholiques mangaloréens ont aidé les Britanniques dans leur conquête de la ville, comportement qu'il considère comme une trahison. Il convoque un officier portugais et plusieurs prêtres chrétiens de Mangalore pour leur proposer de choisir une sanction appropriée à imposer aux catholiques mangaloréens. L'officier portugais suggère la peine de mort, seule punition applicable pour la trahison de leur souverain. Mais Haidar Alî fait preuve de mansuétude et ne condamne les coupables qu'à des peines d'emprisonnement.
Il ouvre ensuite des négociations avec les Portugais et parvint à un accord avec eux qui dissipe sa suspicion envers le clergé et les chrétiens de la ville. La communauté catholique mangaloréenne s'épanouira par la suite jusqu'à la fin du règne de Haidar Alî.

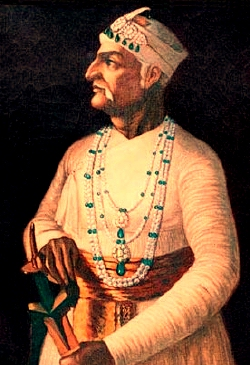
Nizâm al-Mulk Asaf Jâh II allié avec Haidar Alî pendant la Première Guerre du Mysore.

### Sièges de Bangalore
Pendant l'absence de Haidar Alî du Carnatic, les Britanniques récupèrent de nombreuses places prises par Haidar Alî mais qui sont trop faiblement défendues et ils progressent vers le sud jusqu'à Dindigul. Ils convainquent également les Marathes d'entrer dans le conflit et ceux-ci joignent l'une de leurs forces, sous le commandement de Morari Rao, à celle du colonel Smith à Ooscota (en) début août 1768.
Cette armée anglo-marathe commence alors les préparatifs d'un siège de Bangalore, mais Haidar Alî revenu de Malabar à Bangalore dès le 9 août, peut harceler les alliés avant que le siège ne commence. Le 22 août, les troupes du Mysore attaquent le camp marathe dans la nuit à la bataille d'Hoskote (en), mais elles sont repoussées grâce à d'importants renforts marathes.
De plus, Haidar Alî  échoue à empêcher l'arrivée d'une deuxième colonne britannique au camp allié ; devant l'importance de ces forces combinées il se retire de Bangalore vers Gurramkonda, où il trouve le renfort de soldats commandés par son beau frère. Il tente parallèlement des négociations pour empêcher le siège de Bangalore, offrant de payer dix lakhs (1 million) de roupies et d'accorder d'autres concessions de terres en échange de la paix. Les Britanniques répondent en présentant une liste de revendications qu'ils savent inacceptables pour Haidar; le paiement d'un tribut au Nizam, des concessions démesurées de territoires à la Compagnie britannique des Indes orientales et de plus, ils chargent Muhammed Ali Khan Wallajah, l'ennemi juré de Haidar dans le Carnatique, de ces négociations. Celles-ci échouent donc.
Le 3 octobre 1768, Haidar Alî, alors qu'il ramène son armée de Gurramkonda vers Bangalore, surprend une petite garnison d'hommes de Muhammed Ali Khan Wallajah à Mulwagal, un fort sur une éminence rocheuse près d'Ooscota. Des renforts britanniques sont envoyés et le colonel Wood parvient à récupérer le fort inférieur, mais pas le fort supérieur. Haidar Alî renouvelle son attaque, mais est finalement repoussé avec de lourdes pertes. Les britanniques estiment qu'il perd 1 000 hommes tandis qu'eux n'en perdent qu'environ 200. La gravité de l'engagement a toutefois convaincu le colonel Smith qu'il est incapable d'assiéger Bangalore sans d'abord infliger une défaite majeure à Haidar Alî dans une bataille ouverte.

### Victorieux à Madras
Cependant, les responsables de la compagnie blâment Smith pour ne pas avoir vaincu Haidar Alî de manière décisive et le rappellent à Madras.

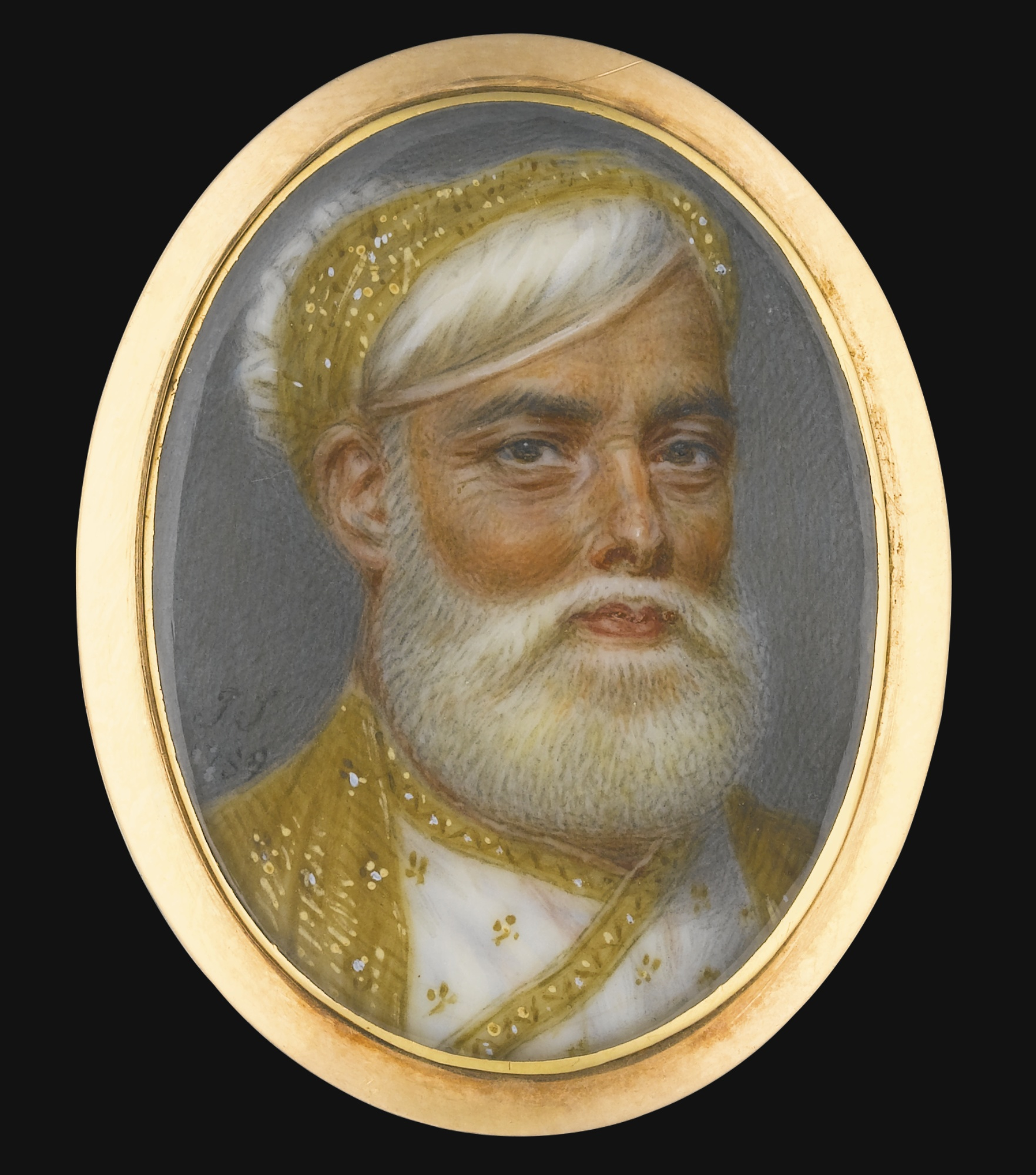
Muhammad Ali Khan Wallajah nabab du Carnatique et allié des britanniques.

Haidar Alî en profite pour assiéger Hosur (à 35 km de Bangalore), obligeant le colonel Wood à marcher pour dégager cette ville. Alors que Wood approche, Haidar Alî lève soudain le siège, contourne la colonne de Wood et attaque son train à bagages près de Bagalur, 30 km plus au Nord, dans le district de Krishnagiri.
Haidar Alî réussit à s'emparer des vivres, des armes et des munitions, ce qui contraint Wood à une retraite peu glorieuse sur Venkatagiri 80 km plus loin vers le Nord. Wood sera ensuite limogé et remplacé par le colonel Lang.
Haidar Alî lève alors des forces supplémentaires à Mysore et passe à l'offensive. En novembre 1768, il divise son armée en deux et traverse les ghats pour entrer dans le Carnatic, reprenant ainsi le contrôle de nombreux postes mineurs occupés par les Britanniques. Après avoir rapidement investi une grande partie du sud du Carnatic, il approche de Madras sur la côte de Coromandel.
Cette menace sur l'une de leur possession essentielle, incite les Britanniques à ouvrir des pourparlers de paix. Mais devant l'insistance de Haidar Alî pour que le Nawab du Carnatic soit exclus des négociations, celles-ci piétinent. Haidar Alî surprend alors les responsables militaires de la Compagnie en organisant rapidement une troupe de 6 000 cavaliers avec peu d'infanterie, force qui après une marche forcée de trois jours et de plus de 200 km, arrive aux portes de Madras sur le golfe du Bengale.
Cette démonstration de mobilité contraint la Compagnie à de vraies négociations. Haidar Alî, qui cherche un levier diplomatique contre les Marathes, veut une alliance et un traité de défense mutuelle, mais la Compagnie refuse d'adhérer à un traité militaire offensif.

Le traité signé à Madras le 29 mars 1769 rétablit donc le "statu quo ante bellum", à l'exception de l'acquisition par Mysore du district de Karur et d'une clause selon laquelle chaque partie aidera l'autre à défendre son territoire. En résumant la conduite de la guerre de Haidar Alî, le biographe britannique Lewin Bentham Bowring (en) admet qu'il  

« a fait preuve de grandes qualités tactiques et de la sagacité d'un diplomate né. »

## Relations avec les arabes, les perses et les ottomans
Ayant récupéré ses territoires de la côte de Malabar et ses ports (Calicut, Cochin, Mahé, Quilon et Cranganore), Haidar, profite de l'accès à la mer pour développer des relations avec de nouveaux partenaires commerciaux à l'étranger. À cette fin, il établit des tarifs portuaires préférentiels pour les commerçants mysoréens et arabes, mais défavorables aux commerçants européens.
À partir de 1770, il envoie des ambassadeurs à Ahmed ibn Saïd le sultan d'Oman et à Karim Khan à Chiraz, alors capitale de la Perse, pour chercher des alliances militaires et économiques.
Dans une ambassade de 1774 auprès de Mohammad Karim Khân, le chah de Perse, il cherche à établir un poste de traite sur le Golfe Persique. Karim répondit en offrant Bandar Abbas, mais rien d'autre ne semble s'être passé entre eux à ce sujet. Karim Khan envoya plus tard 1 000 soldats à Mysore en 1776 en réponse à une autre ambassade de 1775. Nursullah Khan, l'ambassadeur de Haidar, eu plus de succès à Mascate, où une maison de commerce a été fondée en 1776.
Durant les dernières années de son règne, Haidar Alî a le projet d'envoyer une ambassade auprès de l'empereur ottoman, le sultan Moustapha III, mais ce n'est que son fils Tipû Sâhib qui réussira ultérieurement à entrer en contact direct avec son successeur à Constantinople, le sultan Abdülhamid Ier.

Les relations diplomatiques d'Haida Alî.
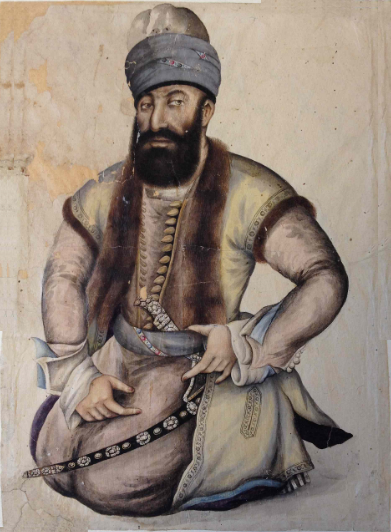
Mohammad Karim Khân Zand chah de Perse de 1760 à 1779.
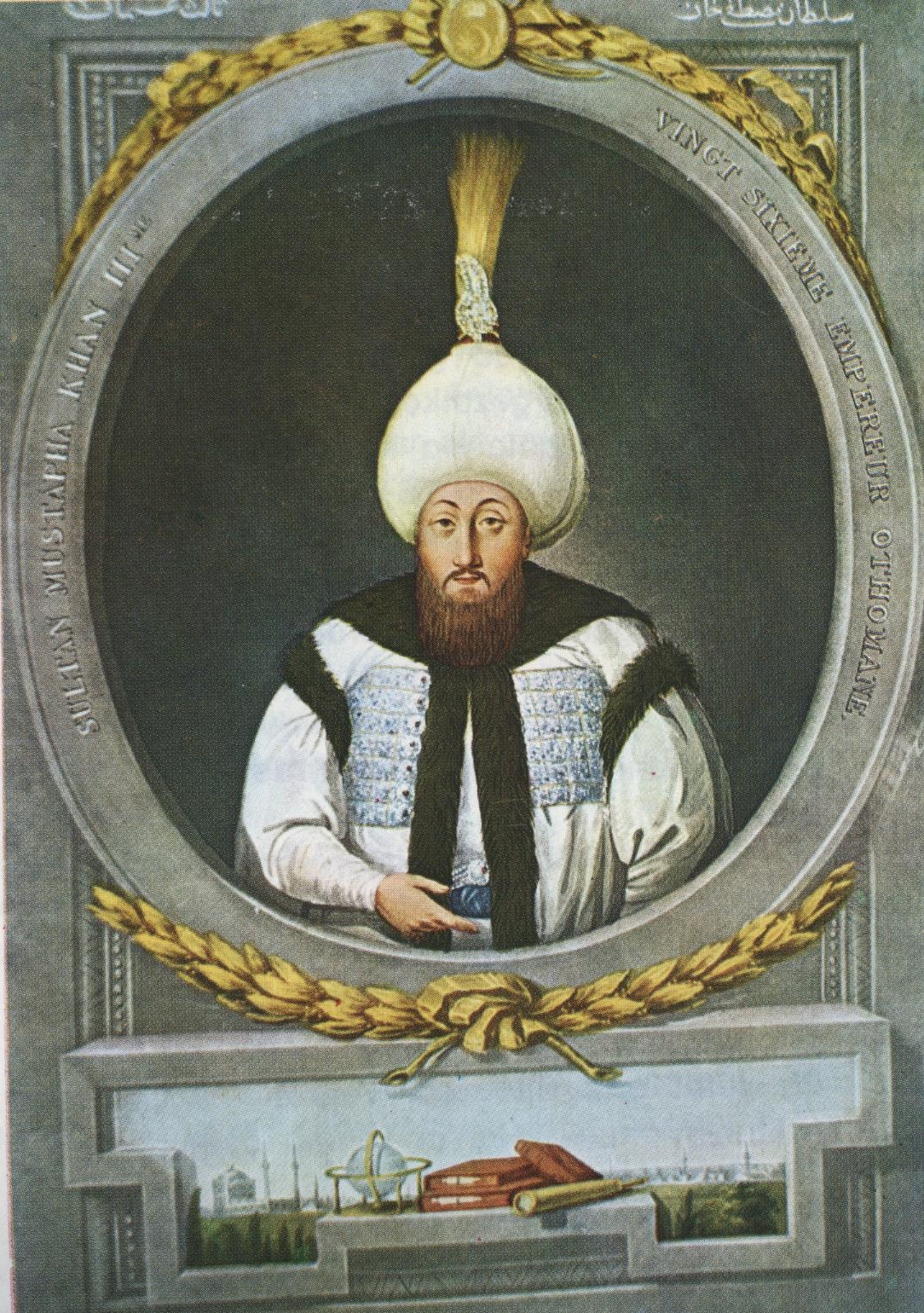
Moustapha III sultan de l'Empire ottoman de 1757 à 1774.
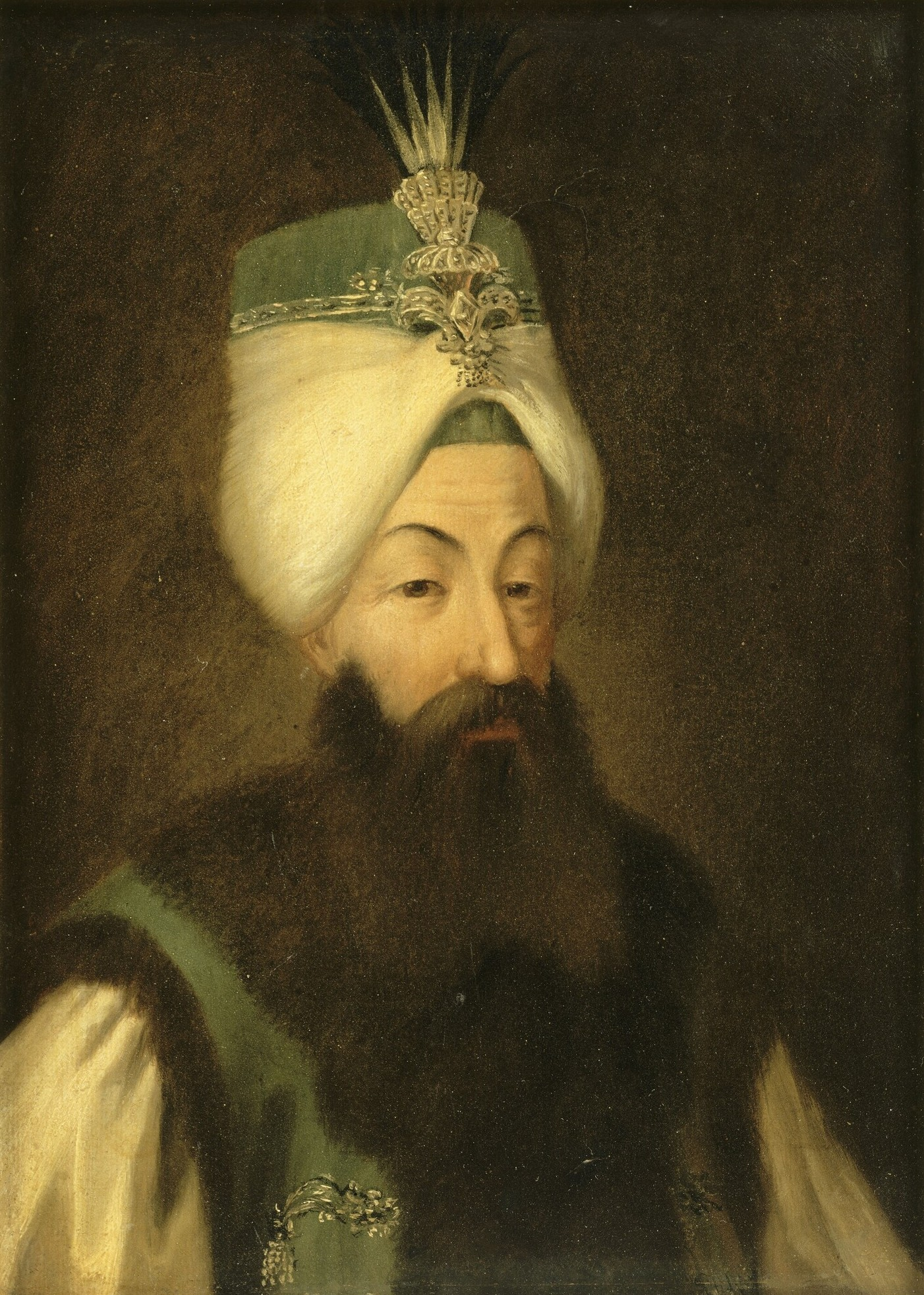
Abdülhamid Ier sultan de l'Empire ottoman de 1774 à 1789.

## Deuxième guerre contre l'Empire marathe

### Succession de défaites
En vertu du traité d'assistance mutuelle de Madras, Haidar, croit qu'il sera soutenu par les Britanniques en conflit avec les Marathas. Il commence donc par exiger le paiement d'hommages de la part des petits États sur les frontières entre les territoires marathes et le Mysore, et refuse de payer les hommages exigés par les Marathes. Ceux-ci répondent en novembre 1770 en envahissant le Mysore avec une armée de 35 000 hommes.
Conformément au traité, Haidar demande l'aide de la Grande-Bretagne. La Compagnie refuse et Haidar doit battre en retraite, pratiquant la politique de la terre brûlée sur les terres laissées aux Marathes.
Les Marathes qui ont pris une grande partie du nord-est du Mysore consolident leurs gains pendant la mousson. Haidar offre de payer une partie du tribut demandé, mais son offre est rejetée comme insuffisante et les Marathes reprennent l'offensive après les moussons.
Ils avancent jusqu'aux environs de Srirangapatna, puis feignent un repli vers le nord. Quand Haidar les suit, ils se retournent en force, infligent de graves pertes à l'armée de Haidar et capturent la plupart de ses bagages. Ils assiègent ensuite Srirangapatna pendant cinq semaines sans succès, avant d'abandonner et d'aller prendre Bangalore. Haidar fait appel de nouveau à l'aide britanniques, mais les préalables et les conditions proposées sont inacceptables pour lui, ce qui fait échouer les négociations.
En 1772, Haidar demande finalement la paix. Il accepte de payer 3,6 millions de roupies d'arriérés de tribut, plus 1,4 million de roupies d'hommage annuel et cède des territoires jusqu'à Bangalore.
De retour à Srirangapatna, Haidar apprend que Nanjaraja, le dirigeant titulaire du Royaume de Mysore, s'est engagé pendant son absence dans des pourparlers secrets avec l'Empire marathe. Haidar ordonne que Nanjaraja soit étranglé et place son frère Chamaraja sur le trône.

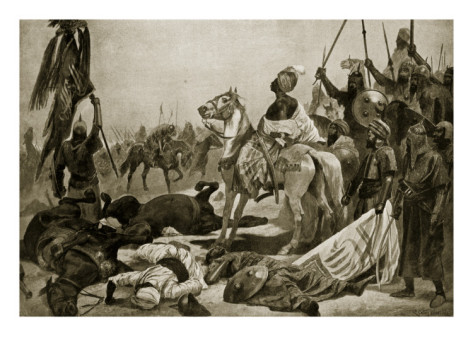
Haidar Alî au combat.

### Reconquête
La paix avec les Marathes est de courte durée. Le Peshwâ Madhava Rao meurt en novembre 1772, ce qui déclenche une lutte pour sa succession. En 1773, Haidar en profite pour envoyer Tipû Sâhib avec une armée pour récupérer les territoires perdus sur les Marathes au nord, en passant par le Coorg, qui offre une route plus sûre vers les territoires qu'il veut récupérer.
Haidar se souvient que, en 1770, un prétendant au trône de Coorg avait demandé son aide, puis arrivé au pouvoir s'était allié aux Marathes. Il profite de l'occasion pour prendre la capitale de Coorg, emprisonne son raja Vira Rajendra et installe un brahmane comme gouverneur pour collecter les impôts. Il continue ensuite vers Malabar, où à la fin de 1774 il a récupéré tout le territoire perdu. Peu après, Haidar dû mater un soulèvement des habitants de Coorg en rébellion contre son gouverneur, ce qui n'empêcha pas la population de Coorg de demeurer ensuite un problème permanent pour Haidar, puis pour Tipû Sâhib.
En 1776, le jeune raja Bettada Chamarâja VII meurt à l'âge de 5 ans. Haidar choisit parmi tous les enfants de la famille royale, un garçon de 10 ans, appelé Khasa Chamaraja VIII qui devient le nouveau raja de Mysore de la dynastie des Wodeyar.
En mars 1775, la situation des dirigeants de Pune, la capitale des Marathes se stabilise et les Marathes en profitent pour s'allier au Nizam de Hyderabad pour s'opposer de nouveau à Haidar. L'un des généraux de Haidar met l'armée marathe en déroute en 1776 pendant que Haidar soudoie ou menace les chefs militaires du Nizam pour qu'ils se retirent de cette campagne. Cela ne met fin que temporairement au conflit, qui se poursuit avec une vigueur renouvelée jusqu'en 1779.
À cette époque, Haidar a réussi à étendre son domaine jusqu'au fleuve Krishna après un long siège de Dharwad. Haidar, continue à régler ses comptes comme en 1779, où il punit durement le dirigeant de Chitradurga qui l'avait soutenu dans des conflits antérieurs, mais qui en 1777 avait fait allégeance aux Marathes. Après avoir pris la ville de Chitradurga, Haidar envoie Madakari Nayaka à Srirangapatna comme prisonnier, où il meurt. Haidar déporte en outre 20 000 prisonniers à Srirangapatna, où les garçons sont convertis de force à l'islam et incorporés dans les bataillons dits "chela" de l'armée de Mysore.

## Seconde guerre du Mysore

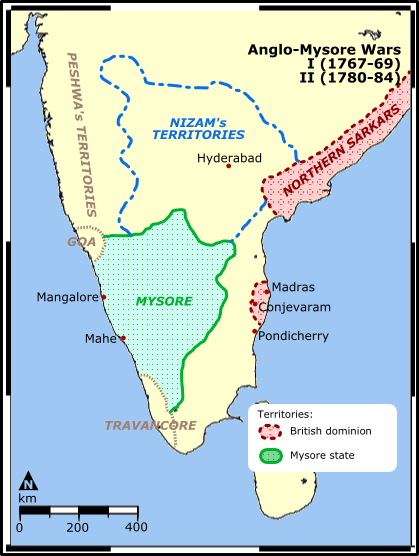
Théâtres des Première et Seconde Guerres du Mysore.

### Recherche d'alliances
Pendant le long conflit avec les Marathes, Haidar avait à plusieurs reprises sollicité l'aide de la Compagnie britannique des Indes orientales, demandes à chaque fois refusées, en partie à cause de l'influence à Madras de l'ennemi de Haidar, le Nawab de Arcot. Mais, les Britanniques ont irrité les Marathes en ne respectant pas les traités signés lors de la première guerre anglo-marathe et ils ont également choqué le Nizam de Hyderabad Asaf Jâh II en occupant Guntur.
En 1771, les envoyés marathes proposent donc à Haidar de s'unir contre les Britanniques, dans le but de leur arracher le contrôle de l'Inde orientale. Comme Haidar tente encore à l'époque de s'allier avec les Britanniques, il les informe de cette offre marathe, en faisant remarquer qu'il pense que les Marathes gagneront alors trop de puissance et menaceront même sa propre position dans de telles circonstances.
Les Marathes, toujours en guerre avec les Britanniques, renouvellent cette offre d'alliance en 1779, alliance qui désormais doit inclure le Nizam. Haidar se décide alors à adhérer à cette alliance, ce revirement étant motivé par deux actions britanniques : premièrement la prise aux Français du port de Mahé sur la côte ouest et deuxièmement, le mouvement de troupes britanniques à travers ses territoires, de Madras à Guntur, action qui a provoqué une nouvelle rébellion chez les Nayars, toutefois vite réprimée par Haidar Alî.
Or, Haidar reçoit une grande partie de l'équipement que lui fournissent les Français par l'intermédiaire du port de Mahé et il a même jadis fourni des troupes pour sa défense, ce port est donc crucial pour le Mysore.
La nouvelle alliance Mysore-Nizam-Marathe prévoit de lancer des attaques simultanées contre les possessions britanniques dans toute l'Inde, les Marathes acceptant d'honorer les revendications de Haidar sur les territoires au nord de la rivière Tungabhadrâ et de réduire le montant de l'hommage qu'il était tenu de payer en vertu des accords précédents. Par ailleurs, Haidar s'attend à recevoir l'aide des Français, surtout dans le Carnatic, le territoire qu'il voulait conquérir.
Cependant, les négociations diplomatiques menées par Warren Hastings et la Compagnie persuadent à la fois le Nizam et les Marathes de ne pas prendre les armes. Haidar Alî doit en fin de compte mener la guerre tout seul.
Il réussit tout de même à conclure des alliances avec le raja de Cannanore, Arakkkal, ainsi qu'avec la communauté musulmane de Mappila et plus tard, il s'adjoint même des musulmans malais de Malacca, alors au service des Pays-Bas.
Parallèlement, Haidar Alî a commencé à reconstituer sa marine dès 1778 en employant Joze Azelars, un Hollandais, qui lui construit huit ketchs armés de 40 canons et huit plus petits boutres, bien que -  comme le remarqua Azelars - les Brahmanes et leurs alliés firent tout leur possible pour arrêter les progrès de la marine nouvellement reconstruite basée à Bhatkal.

Les alliés d'Haidar Alî
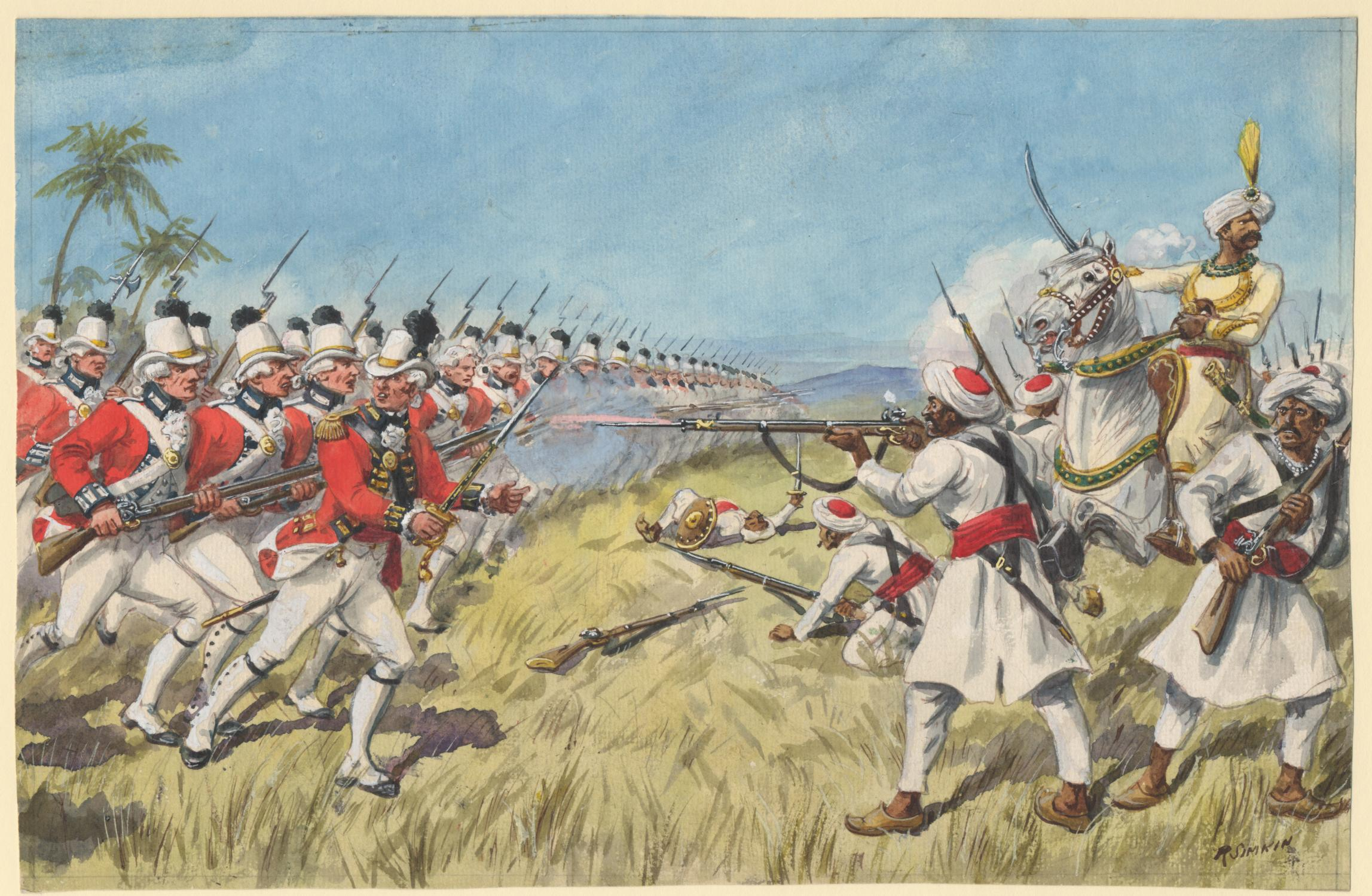
Sayed Sahib dirige les forces de Haidar Alî au siège de Cuddalore.
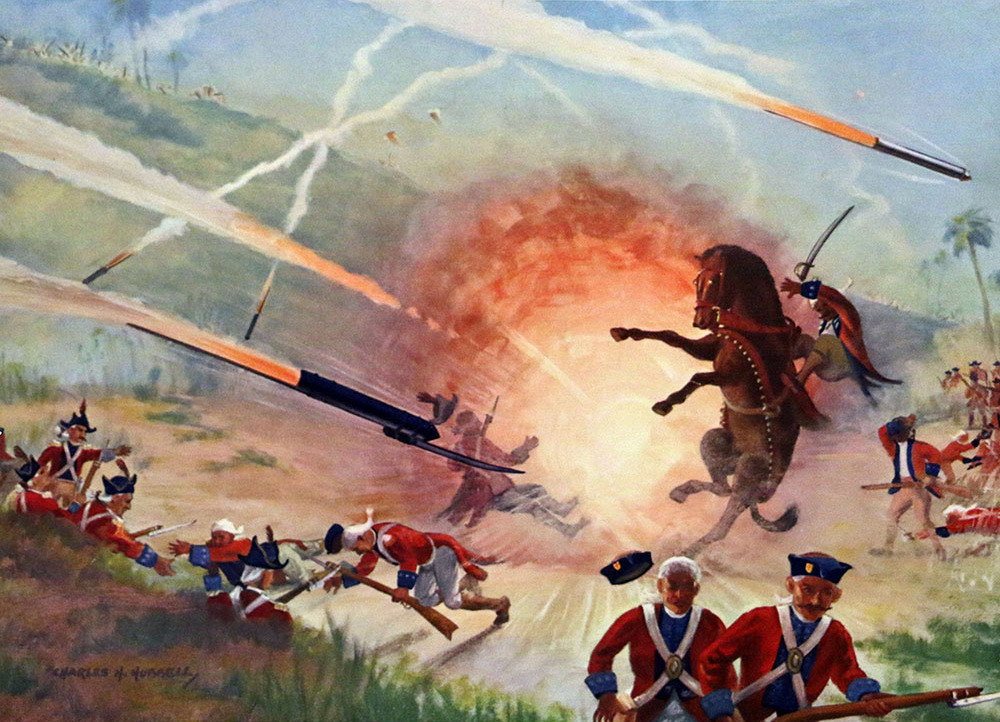
Utilisation efficace des roquettes à la bataille de Pollilur.
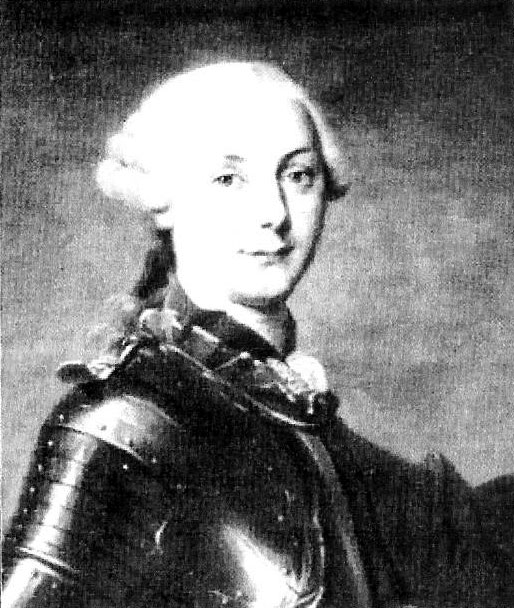
Marquis de Bussy-Castelnau.
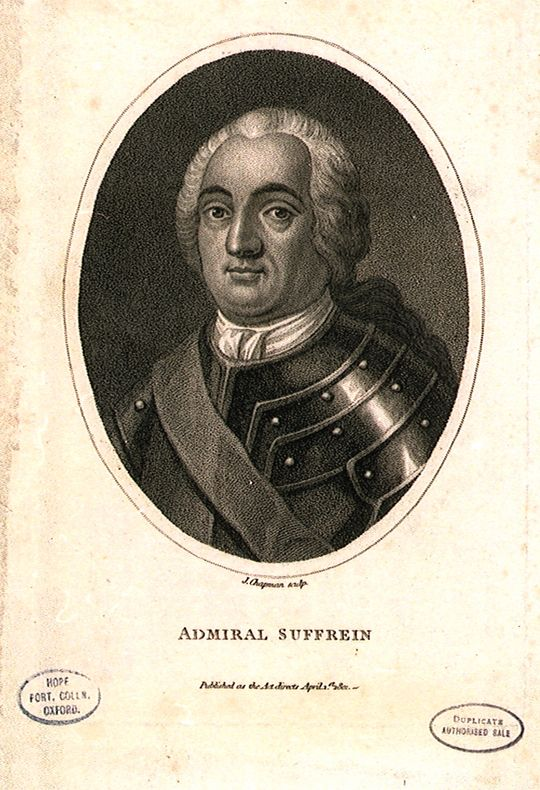
Pierre André de Suffren.
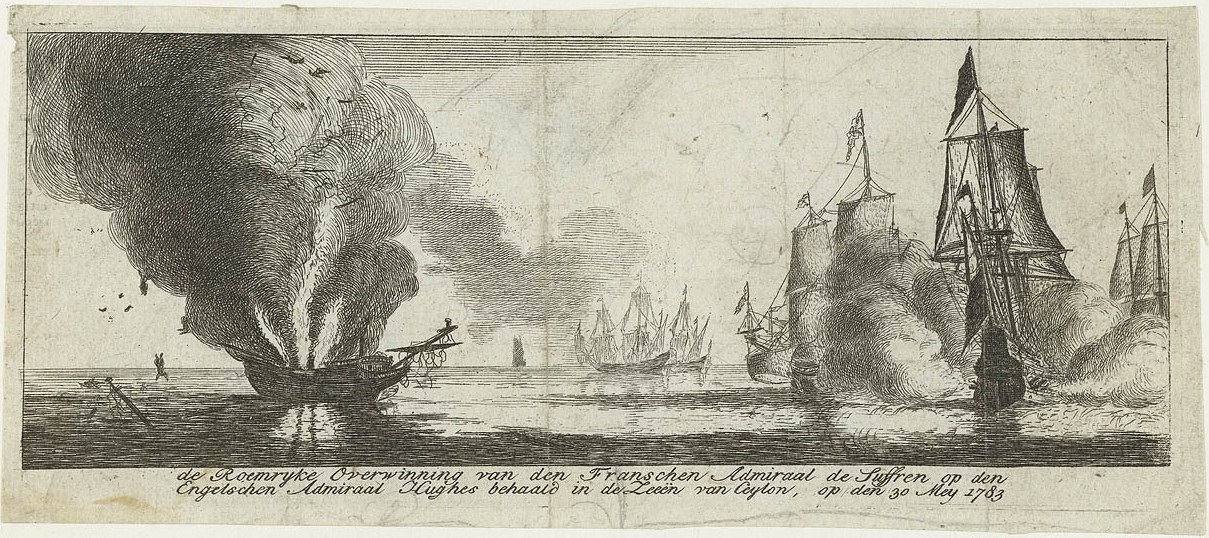
Suffren secourt les vaisseaux de Reynier van Vlissingen contre ceux du Britannique Hughes.

### Descente vers le Carnatique
L'armée rassemblée par Haidar est l'une des plus importantes jamais vues dans le sud de l'Inde, estimée à 83 000 hommes. Haidar coordonne soigneusement les actions de ses subordonnés. Ils balayent les Ghats orientaux sur la plaine côtière en juillet 1780, dévastant la campagne. En raison de la discrétion des armées d'Haidar et de la faiblesse des services de renseignements britanniques, les responsables à Madras n'apprennent son mouvement vers eux que lorsqu'ils aperçoivent la lueur des incendies de villages situés à moins de 15 km de la ville.
Haidar lui-même organise le siège d'Arcot, tout en détachant son fils Karim Khan Sahib pour prendre Porto Novo (aujourd'hui Parangippettai) un port stratégiquement important, ancienne possession néerlandaise. Le mouvement en août de Sir Hector Munro avec une force de plus de 5 000 hommes de Madras vers Kanchipuram incite Haidar à lever le siège d'Arcot et à affronter le Britannique. Les services de renseignement de Mysore étant plus efficaces que ceux des Anglais, la nouvelle arrive alors que Munro attend l'arrivée de renforts venant de Guntur sous la direction du colonel William Baillie. Haidar envoie immédiatement un détachement sous les ordres de Tipû Sâhib pour les intercepter, et finit par suivre lui-même avec ses propres forces. Pendant ce temps, Munro de son côté envoie un détachement à la rencontre de Baillie.
Mais c'est trop tard, Tipû Sâhib et Haidar ont eu le temps d'encercler la troupe de Baillie et de le contraindre à la reddition. Cette victoire fameuse du Mysore qui a lieu le 10 septembre 1780 est célèbre sous le nom de bataille de Pollilur. Environ 3 000 Britanniques sont hors de combat. C'est la pire défaite des troupes de la Compagnie britannique des Indes orientales à ce jour. Haidar peut ensuite reprendre le siège d'Arcot, qui tombe en novembre.
Peu après le début des hostilités, le gouverneur de Madras Warren Hastings avait envoyé le général Sir Eyre Coote au sud du Bengale pour prendre le commandement des forces britanniques contre Haidar. Il arrive justement à Madras en novembre pour reprendre le commandement de Munro. Eyre Coote marche vers le Carnatic et finit par occuper Cuddalore. Après s'y être ravitaillé, il assiège Chidambram, où son assaut sur le fort est repoussé.

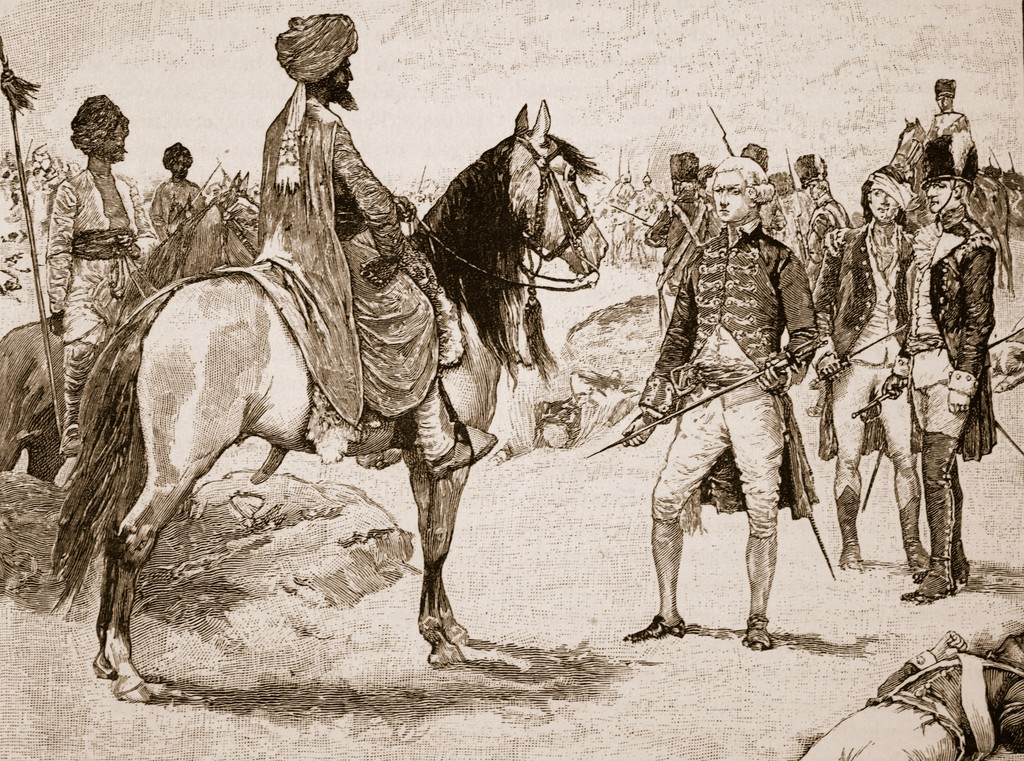
Reddition de Baillie à Haidar Alî.

Entre-temps, Haidar est descendu au Tanjore, avec de graves conséquences. Après avoir arraché l'allégeance du raja marathe Thuljajî, Haidar pille le pays, détruisant le bétail et les cultures. On estime que la production économique du Tanjore chute de 90% entre 1780 et 1782. La dévastation causée par ces attaques est si grave que l'économie du district ne s'est redressée qu'au début du XIXe siècle.
Sachant le général Coote à Cuddalore, Haidar se hâte à marche forcée pour interposer son armée entre Chidambram et Cuddalore, coupant la ligne d'approvisionnement de Coote. Celui-ci affronte Haidar Alî et remporte une victoire décisive en reprenant Porto Novo le 1er juillet 1781. Le Britannique Coote estime que Haidar avait perdu 10 000 hommes dans cette bataille. Haidar dépêche alors Tipû Sâhib pour tenter d'empêcher la jonction de l'armée de Coote avec les renforts venant du Bengale.
Cette tentative échoue et, à la fin août, les deux armées se retrouvent une nouvelle fois à Pollilur, lieu choisi par Haidar car c'était le lieu de sa victoire sur Baillie l'année précédente. Cette fois, la bataille n'est pas décisive, les adversaires s'affairant chacun de leur côté. Tandis que Coote regroupe ses forces et cherche des provisions, Haidar en profite pour assiéger Vellore. Les autorités de Madras persuadent alors le vieux Coote (il a alors 55 ans) de différer sa retraite et de relever la forteresse. Haidar et Coote se rencontre toutefois à Sholinghur, près de Vellore sans résultat notable.

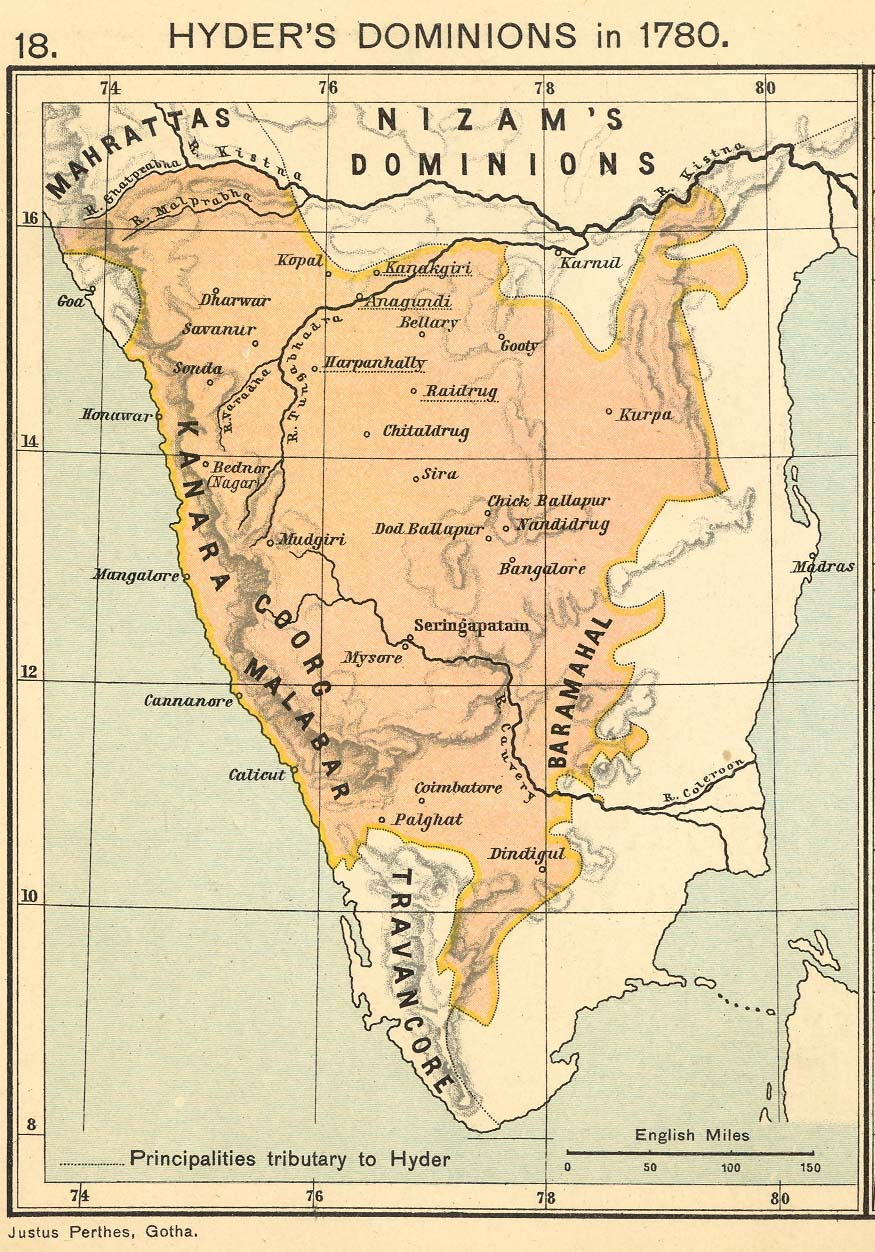
Les territoires gouvernés par Haidar Alî en 1780.

Lord Macartney, qui vient de prendre le gouvernorat de Madras, apporte des nouvelles selon lesquelles la quatrième guerre anglo-néerlandaise vient de débuter. En conséquence, la Compagnie reçoit l'ordre de saisir les avoirs néerlandais en Inde. Macartney ordonne à un détachement de Tanjore, sous la direction du colonel Braithwaite, de prendre le poste principal néerlandais de Negapatiinam. Or, Haidar a passé un accord avec les Hollandais pour fournir des troupes pour la défense de la ville, mais est lui-même forcé de quitter Negapattinam par l'intervention de Braithwaite. Les Britanniques prennent Negapattinam après trois semaines de siège en octobre et novembre 1781 et ce revers force Haidar à se retirer de la majeure partie du Tanjore.
En janvier 1782, le général Coote, dont l'état de santé s'est détérioré, se met à nouveau à approvisionner Vellore. Haidar ne perturbe pas ce ravitaillement, mais suit les Britanniques et cherche l'affrontement. Coote réussit à se dérober sans combattre.
En février, Haidar détache Tipû Sâhib avec une force considérable pour récupérer Tanjore. L'inefficacité des services de renseignement britanniques conduit à ce que la principale garnison britannique se retrouve encerclée par cette force supérieure en nombre et le colonel Brathwaite avec ses 2 000 hommes se rendent à Tipû Sâhib.
Haidar reçoit au même instant de mauvaises nouvelles en provenance de l'ouest. Une force de Mysore qui assiège Thalassery est anéantie, son commandant et ses canons de siège sont pris, ce qui déclenche la rébellion de Coorg et du Malabar. Haidar doit donc envoyer des troupes à l'ouest pour résoudre ces problèmes et s'apprête à les suivre quand il apprend, le 10 mars, qu'une force française a débarqué à Porto Novo. Haidar dépêche aussitôt Tipû Sâhib qui se trouve à Tanjore pour les rencontrer et il le suit depuis Arcot. Haidar rencontre l'amiral français Suffren et ils conviennent d'un plan pour établir Cuddalore comme base de la flotte française. Cuddalore est occupée sans résistance le 8 avril et l'armée de Haidar, rejointe par les Français, marche vers Permacoil, qui tombe en mai. Coote réplique en marchant vers Arni, où l'armée du Mysore possède un important magasin de ravitaillement. Haidar et les Français envisagent une attaque contre Vandavasi, mais ils abandonnent cette idée et marchent pour affronter Coote. D'autres mouvements de troupes sans importance se produisent ensuite jusqu'à ce que le début de la mousson en août suspende la plupart des activités militaires dans la plaine orientale. Haidar établit son camp près de Chittoor. C'est son fils qui mènera désormais cette guerre.

Quelques-uns des adversaires britanniques d'Haidar Alî
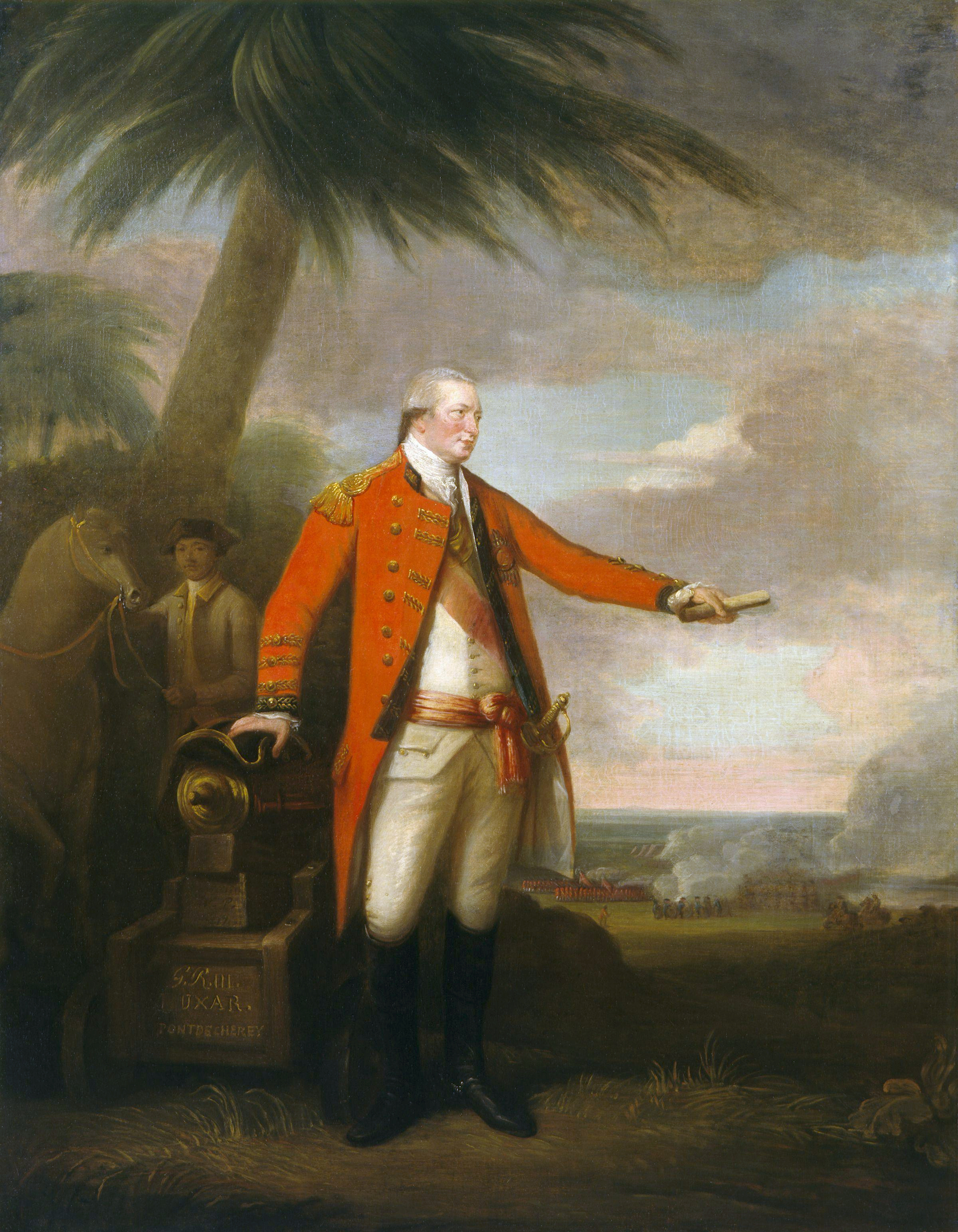
Le général Sir Hector Munro (1726-1805).
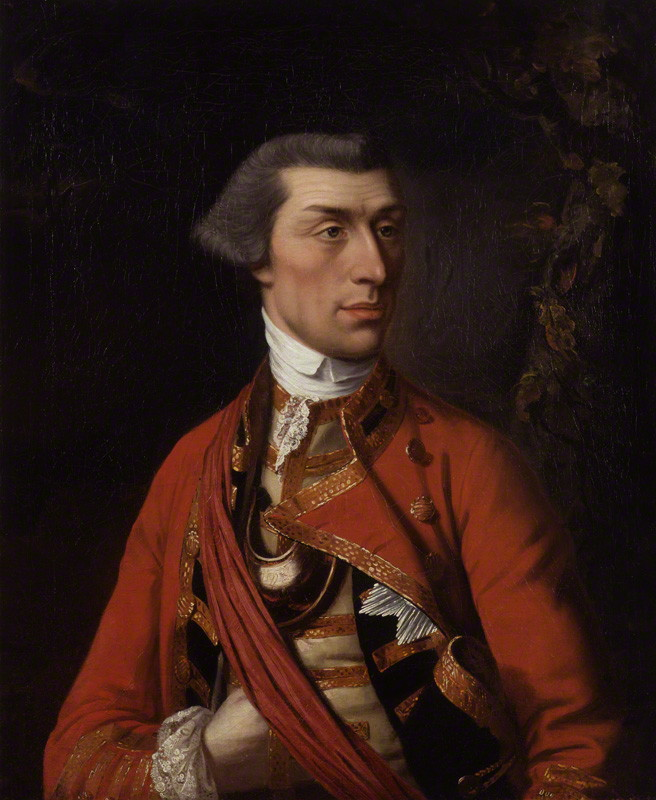
Le Lieutenant-General Sir Eyre Coote (1726–1783).
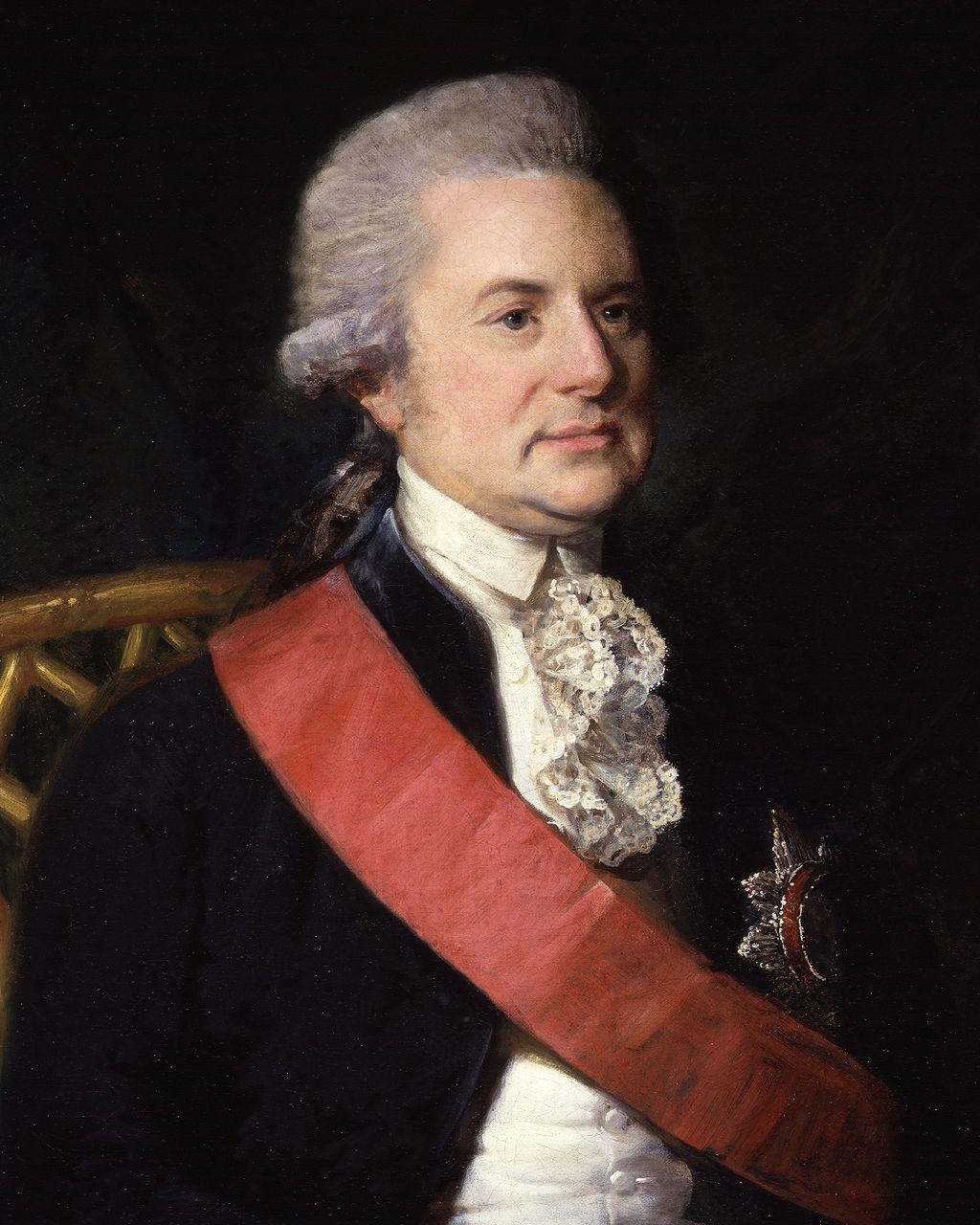
George Macartney, Gouverneur de Madras (1737–1806).
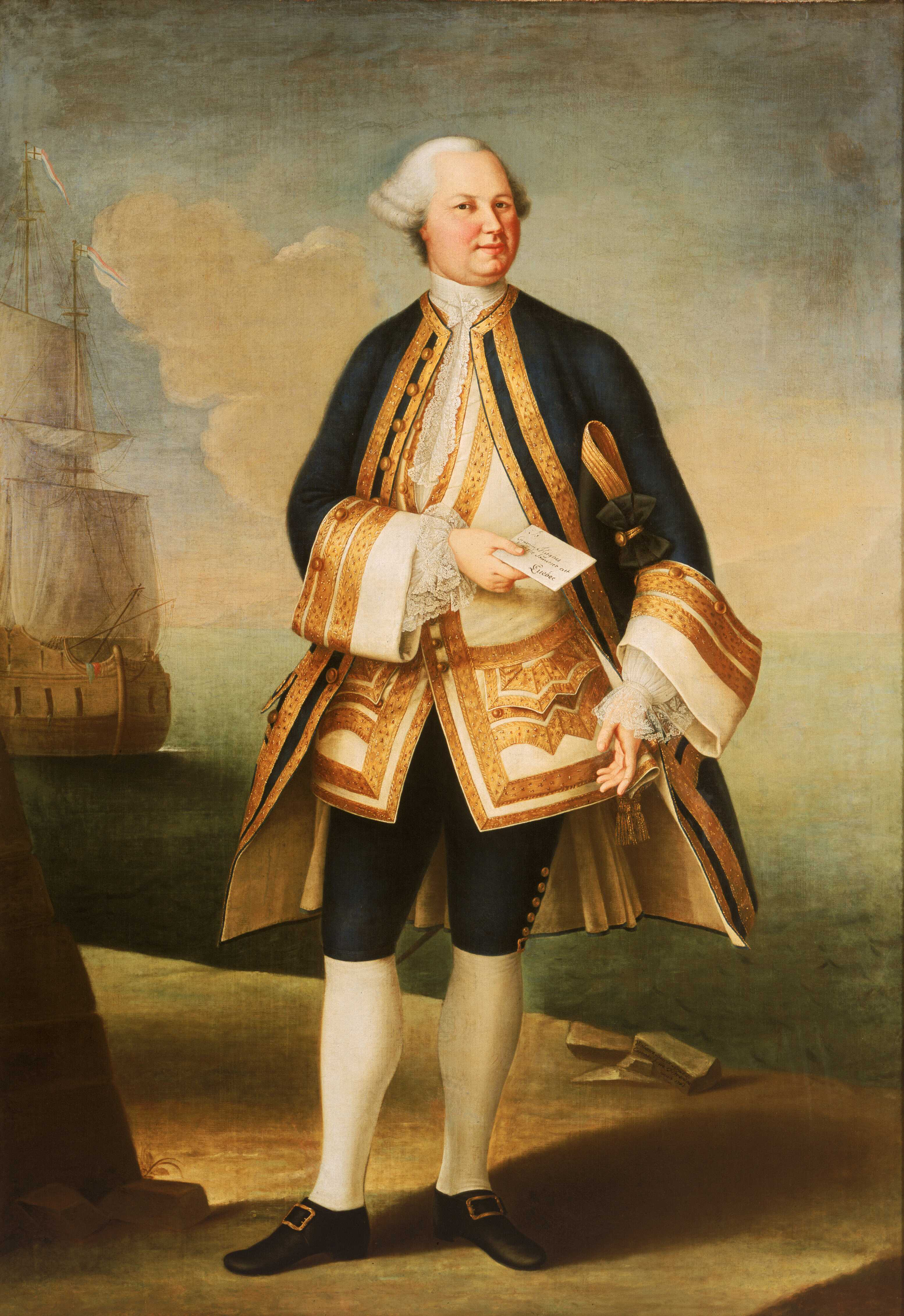
Le capitaine Edward Hugues (1720-1794)
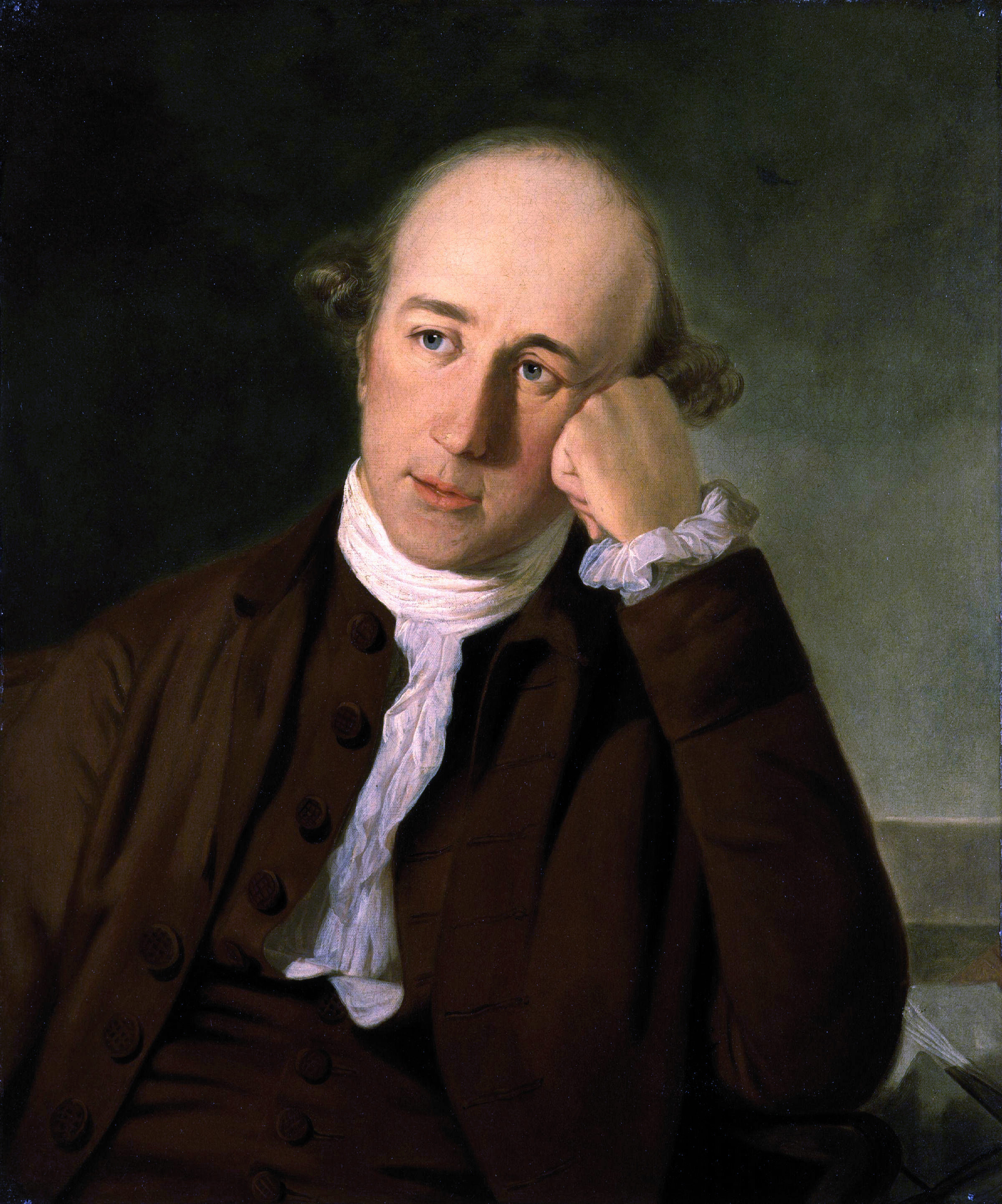
Warren Hastings (1732-1818) premier Gouverneur général des Indes.
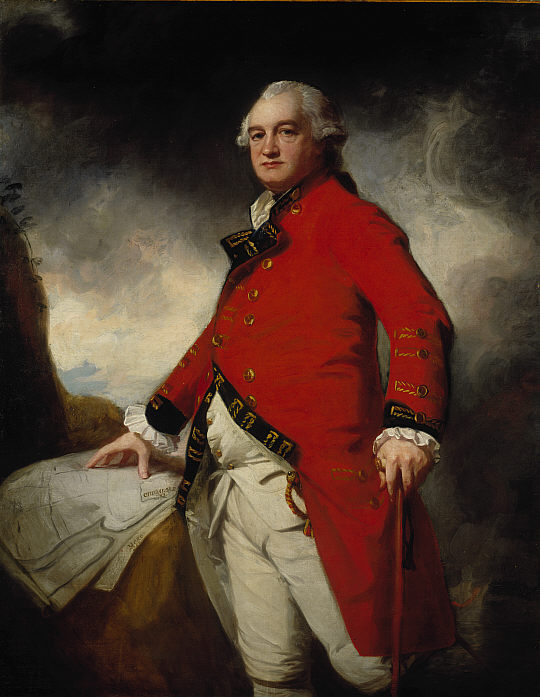
Le Major-Général James Stuart (?-1793).

## Décès de Haidar Alî
Haidar, qui souffre d'une tumeur cancéreuse dorsale, meurt dans ce camp le 6 décembre 1782 (ou selon les sources le 7). Les conseillers de Haidar tente de garder le secret de sa mort jusqu'à ce que Tipû Sâhib puisse être rappelé de la côte de Malabar.

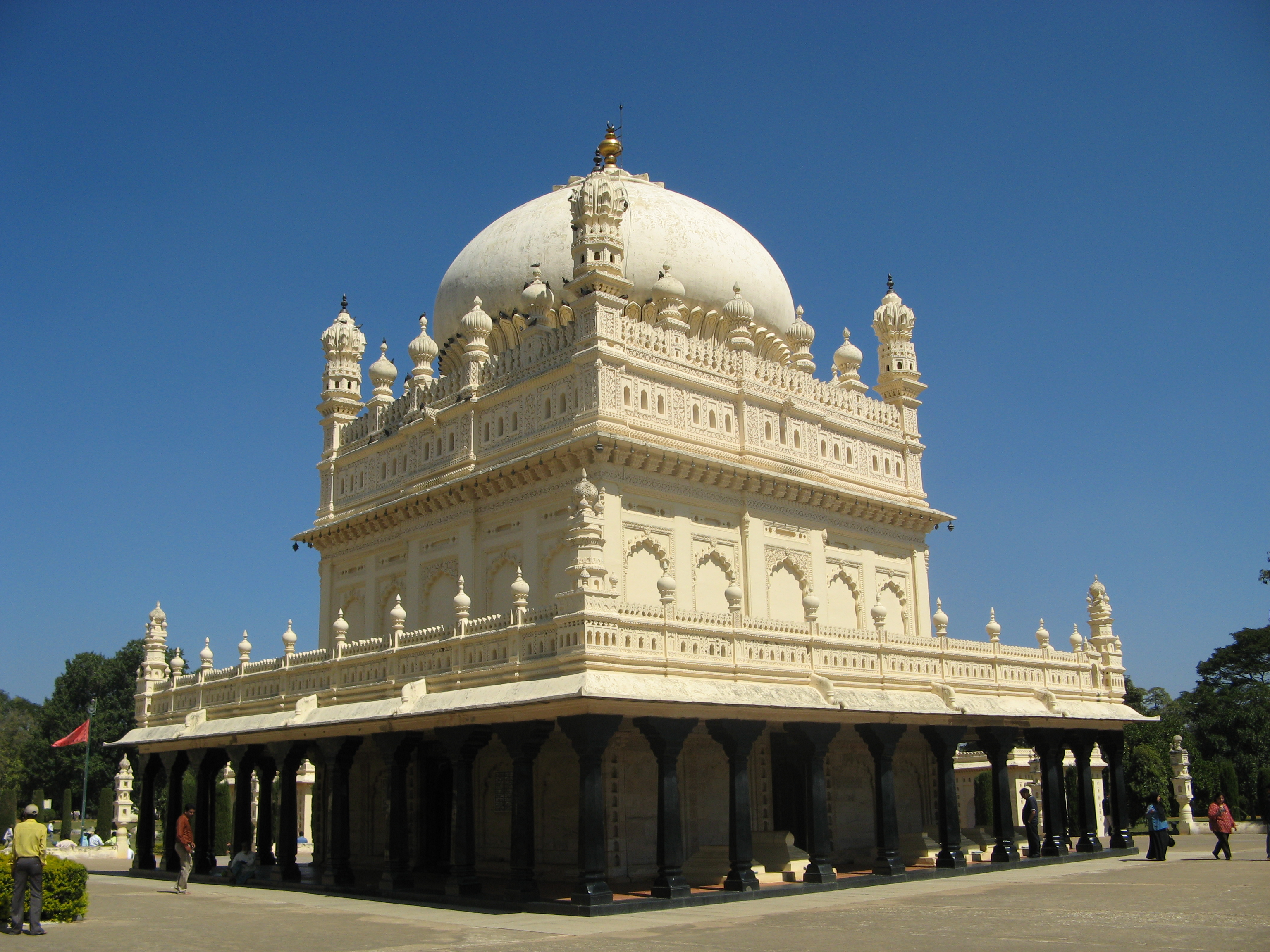
Mausolée de Haidar Alî.

Dès qu'il apprend la mort de son père, Tipû Sâhib se rend immédiatement à Chittoor pour prendre les rênes du pouvoir. Son accession n'est sans problème car il doit s'opposer à une tentative d'un oncle de placer le frère de Tipû Sâhib, Abdul Karim, sur le trône. Un historien dira de Haidar Alî :

« C'était un commandant audacieux, original et entreprenant, habile en tactique et fertile en ressources, plein d'énergie et jamais découragé par la défaite. Il a été singulièrement fidèle à ses engagements et franc dans sa politique envers les Britanniques....son nom est toujours mentionné à Mysore avec respect, sinon avec admiration. »

Les Britanniques apprennent sa mort dans les 48 heures qui ont suivi, mais l'attitude dilatoire du remplaçant de Coote, James Stuart, ne leur permet pas d'en tirer un profit militaire.
Haidar Alî est inhumé au Gumbaz à Srirangapatna, le mausolée élevé par son fils Tipû Sâhib en 1782-84. Tipû Sâhib y rejoindra son père et sa mère, après avoir repris le flambeau et combattu avec acharnement la Compagnie britannique des Indes orientales lors des troisième et quatrième guerres du Mysore.

## La marine de Mysore

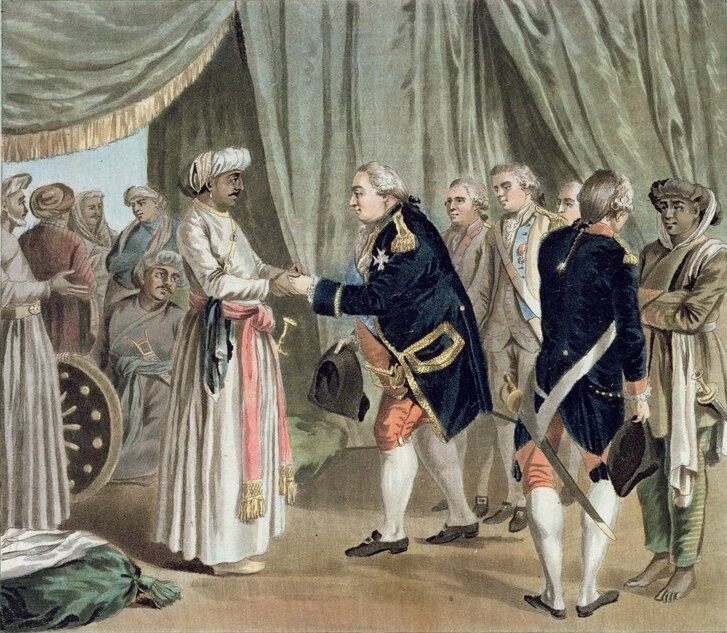
L'amiral Suffren rencontre Haidar Alî.

En 1763, Haidar Alî et Tipû Sâhib établissent leur première flotte navale sur la Côte de Malabar, sous le commandement de Ali Raja Kunhi Amsa II, raja d'Arakkal. C'est une flotte importante et bien armée composée de 10 dhows et 30 ketchs croisant dans l'océan Indien, pour tenter d'annexer les îles qui ont résisté à l'empereur moghol Aurangzeb. En 1763, la flotte appareille de l'archipel Lakshadweep et du Cannanore en convoyant des cipayes. A ses mâts flottent les couleurs et emblèmes de Haidar Alî. Cette force d'infanterie de marine s'empare des Maldives.
Haidar Alî, comme son fils Tipû Sâhib, protège les navires marchands étrangers et la marine de Mysore est même connue pour avoir protégé et convoyé des navires marchands Chinois dans ses parages,,.
En 1768, Haidar Alî perd la moitié de sa flotte lors d'une bataille navale contre la flotte de la Compagnie britannique des Indes orientales et la plupart des navires restant sont irréparables.
Le 19 février 1775, deux ketchs de Haidar Alî attaquent la frégate HMS Seahorse, qui les repoussent après un bref échange de tirs.
Le 8 décembre 1780, Edward Hughes attaque à nouveau la flotte de Haidar Alî près de Mangalore, causant des dégâts considérables. Tous ses meilleurs vaisseaux y sont détruits. Mais les Britanniques ne peuvent arrêter la flotte de "l'amiral Satan" (Suffren) en 1781 qui peut se joindre à Haidar Alî. Celui-ci fournit aux Français des moyens matériels et financiers qui permettront à l'escadre de lutter contre les Britanniques dans les eaux indiennes jusqu'en 1783.

## Pionnier dans le domaine des roquettes

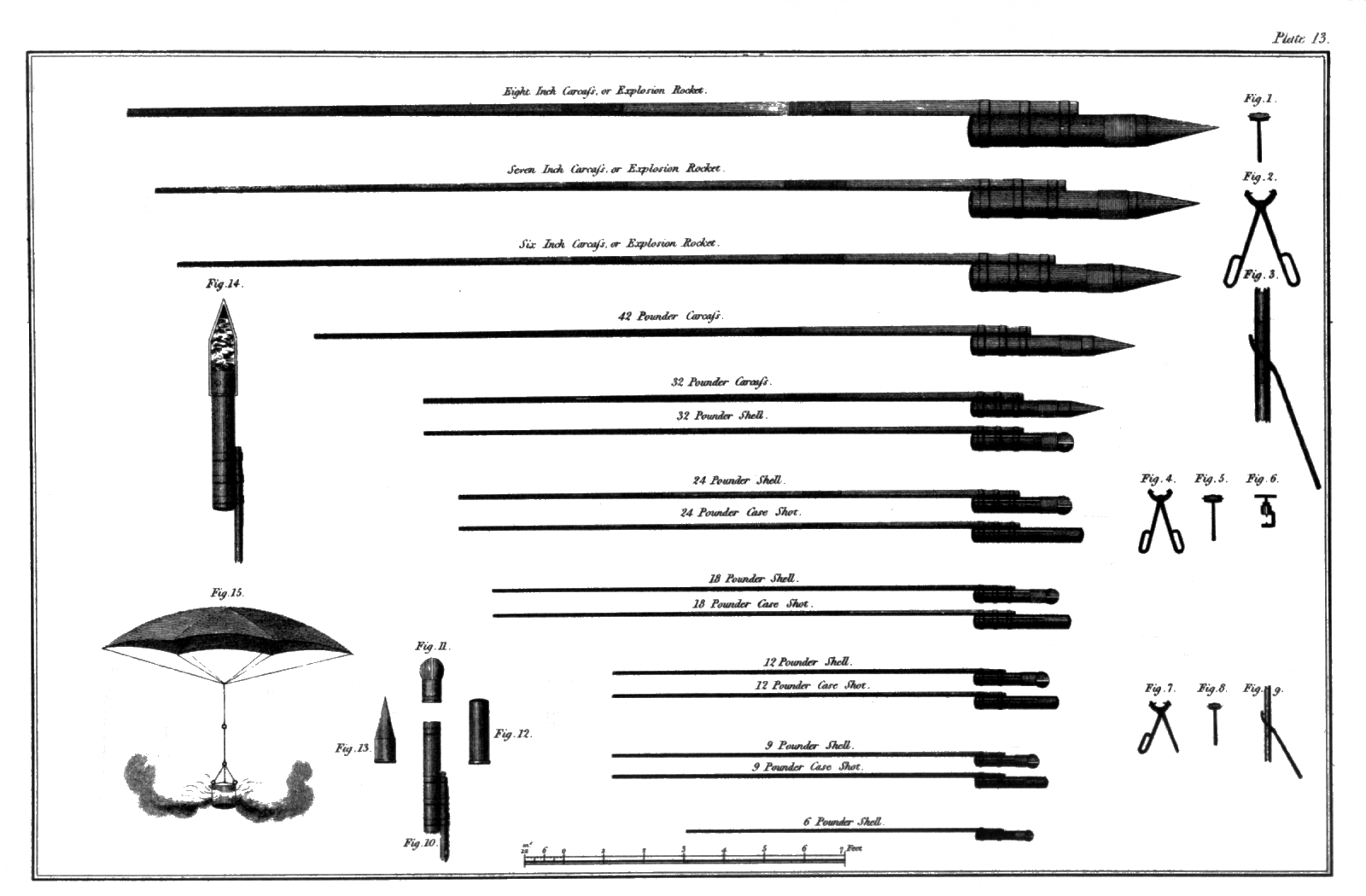
Panoplie de diverses roquettes utilisées lors des Guerres du Mysore.

Haidar Alî a innové dans l'utilisation militaire des roquettes, qu'il a utilisé contre des positions et des territoires détenus par la Compagnie britannique des Indes orientales pendant les guerres du Mysore. Bien que cette technologie ait vu le jour en Chine et se soit répandue en Inde et en Europe au  XIIIe siècle, la mise au point de canons précis a rendu obsolète l'utilisation des "fusées" comme technologie militaire en Europe.
Ces armes étaient déjà utilisées lorsque le père de Haidar servait (il commandait une compagnie de 50 lance-roquettes), mais c'est Haidar qui les améliore et étend considérablement leur emploi dans l'armée. Les innovations apportées sous son impulsion sont d'ordres technologiques et stratégiques. Il généralise l'utilisation d'enveloppe en fer de haute qualité (mieux qu'en Europe à l'époque) pour la chambre de combustion, ce qui permet d'utiliser des charges explosives plus puissantes, plus destructrices et de plus longues portées. Il organise en outre des compagnies de tireurs spécialement formés ayant des notions de balistique et d'estimation de la distance qui les sépare de la cible. Il initie également l'utilisation du lance-roquettes multiple en montant les roquettes sur des chariots qui améliorent leur mobilité et permettent le tir d'un grand nombre d'entre elles à la fois. Il est le précurseur des redoutables Katioucha qui seront déployé 160 ans plus tard sur le front germano-russe.
Ces principes mis au point par Haidar Alî et développés par Tipû Sâhib ont ensuite suscité un regain d'intérêt pour cette technologie en Grande-Bretagne, où William Congreve, après avoir récupéré des douilles de roquettes de Mysore, a mis au point son propre type d'arme au début du XIXe siècle.
Ces armes ont été successivement employées pendant les Guerres napoléoniennes et la Guerre anglo-américaine de 1812.
À l'époque de Haidar, l'armée de Mysore dispose d'un corps de fantassin lanceurs de roquettes de 1 200 hommes, que Tipû Sâhib portera à 5 000. Lors de la bataille de Pollilur en 1780, les réserves de munitions du colonel William Baillie auraient été détruites par le tir d'une des roquettes de Haidar, contribuant à la défaite britannique.

## Politique économique

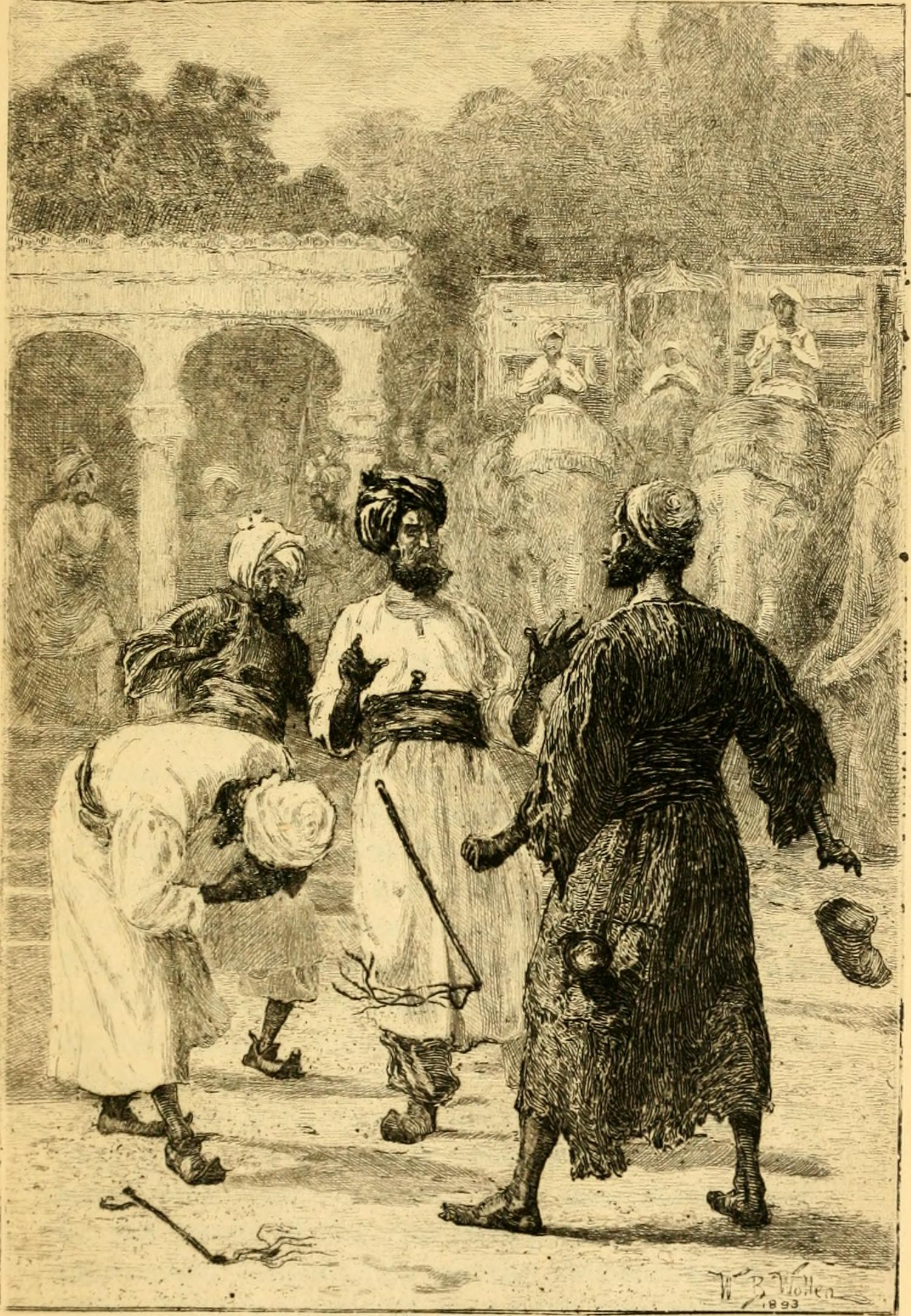
Haidar Alî à Mysore.

L'apogée de la puissance économique du Mysore a lieu sous Haidar Alî et son fils Tipû Sâhib et succède à la période du déclin Moghol du milieu et de la fin du XVIIIe siècle.
Ils se lancent dans un ambitieux programme de développement économique, visant à accroître la richesse et les revenus du royaume de Mysore. Sous leur règne, leur état a pris la place du Bengale moghol (en) en tant que puissance économique dominante en Inde, avec des secteurs agricoles et textiles très productifs.
Tipû Sâhib amènera ainsi la population du Mysore à l'un des niveaux de vie les plus élevés du monde pour l'époque.

## Famille
Les détails de la vie personnelle de Haidar sont sommaires. Il a au moins deux femmes. Sa deuxième femme est Fakhr-un-nissa, la mère de Tipû Sâhib, de son frère Karim et d'une sœur,.
Il a peut-être aussi épousé - ou eu comme concubine - la sœur d'Abdul Hakim Khan, le Nawab de Savanur.
Karim et sa sœur sont mariés aux enfants d'Abdul Hakim pour sceller une alliance en 1779.